# Русские
Ру́сские — восточнославянский народ, самый многочисленный этнос в России и Европе. Существуют крупные русские общины на Украине, в США, Казахстане, Германии и ряде других стран. Культура русского народа имеет давние традиции и составляет основу современной культуры всей России. Родной и национальный язык — русский. Верующие русские — в основном православные.
Русский народ сформировался преимущественно из восточнославянских племён, объединившихся в период Киевской Руси в древнерусский этнос. Русские имеют многие общие исторические и культурные черты с иными европейскими этносами, в особенности с другими восточнославянскими народами — белорусами и украинцами. История русских тесно переплетена с историей многих народов, что способствовало распространению русского языка и русской культуры. Русский язык является официальным в России, Республике Беларусь, Казахстане и Кыргызстане. Также он распространён в других государствах, образовавшихся после распада СССР.
Русский народ занимает особое место в России — он расселился на огромной территории и оказывает существенное влияние на соседние с ним народы и, в свою очередь, испытывает влияние этих народов на себе. Русские являлись крупнейшим по численности народом как в Российской империи (44,6 % всего населения в 1917 году), так и в СССР (53,4 % всего населения в 1970 году). С середины 1930-х годов русскому народу в СССР был предоставлен статус «первого среди равных». Согласно поправкам к конституции России 2020 года, русские считаются государствообразующим народом России.

## Этноним
Название народа русь (др.-рус. и церк.-слав. рѹсь) по распространённой версии вначале обозначало скандинавов (варягов) и пришло в древнерусский язык из древнескандинавского: др.-сканд. rōþr «гребец» и «поход на гребных судах», трансформировавшееся через фин. ruotsi в др.-рус. рѹсь, а затем постепенно со скандинавской элиты было перенесено на весь народ Древней Руси. Существуют также североиранская, славянская и некоторые другие этимологии. Наиболее обоснована лингвистически «северная», западнофинская (скандинавская) версия (из древнескандинавского языка через западнофинское посредство). Скандинавская этимология составляет современный лингвистический консенсус.
Русский — частично субстантивированное прилагательное. Возникло от раннего двусоставного сочетания русские люди, русский человек, в котором вторая часть стала употребляться сравнительно редко (эллипсис). Древнерусское прилагательное рѹсьскъ, рѹсьскыи образовано от названия др.-рус. рѹсь — корня рѹс- с помощью суффикса -ьск-, который образует производные от названий местности, ср. назаретьскъ «из Назарета». Термин Русь был одновременно названием государства восточных славян и их ранним этнонимом. Этноним рѹсь (ед. ч. м. р. рѹсинъ, ж. р. рѹска) употреблялся как самоназвание до XVIII века. С XVII—XVIII веков он постепенно заменился на книжное россияне, а позднее с XVIII—XIX веков, с установлением концепции триединства русского народа — в литературном языке начинает преобладать этноним великороссы.
Николай Костомаров использовал понятие «велико-россияне». В XIX веке под влиянием разговорного языка в литературном языке закрепился уже известный этноним русские, которым в то время обозначали все три ветви восточных славян, и лишь после 1917 года (всеобщая перепись была проведена только в 1926 году) — только великорусов (великороссов).

## Значения термина

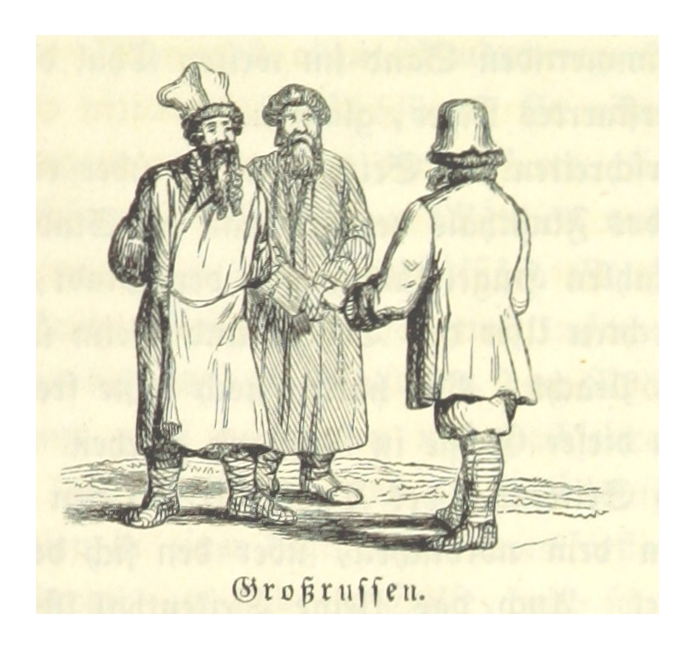
Великороссы из книги И. Г. Блазиуса, 1844 год

Ещё в XIX веке не существовало единой трактовки самого понятия «русскости» (русские), которое могло означать и культурную, и этническую, и протонациональную идентичность. Соответственно неопределёнными оставались и ментальные границы русской национальной территории. В понятие русской нации могли включаться: 1) все подданные Российской империи; 2) члены привилегированных сословий; 3) русские-православные (великороссы); 4) все восточные славяне. Особенно распространённой была последняя трактовка, равно как и проект конструировавшейся на её основе «большой русской нации», которая включала бы в себя великорусов, малорусов и белорусов. Однако по различным причинам (главными среди которых А. И. Миллер называет социально-экономическую отсталость в развитии России и её ассимиляторских институтов, таких как железнодорожные сети, промышленность, урбанизация, образование, армия, бюрократический аппарат) к 1920-м годам этот проект потерпел неудачу.
В XXI веке в повседневной речи и в лексиконе ряда политиков понятия «россияне» и «русские» обычно противопоставляются друг другу. Слово «россияне» относится к политической нации, слово «русские» связывается с примордиалистским, этническим пониманием нации, приверженностью традиционным ценностям. В то же время с точки зрения буквы закона и науки «русские» и «россияне» рассматриваются как две формы идентичности многонационального российского народа: русские — по принадлежности к этнической общности, россияне — по страновой, гражданско-правовой принадлежности.

## Численность и расселение
| Изменение численности и удельного веса русского населения России | Изменение численности и удельного веса русского населения России | Изменение численности и удельного веса русского населения России | Изменение численности и удельного веса русского населения России | Изменение численности и удельного веса русского населения России | Изменение численности и удельного веса русского населения России |
| Вид и год учёта населения России                                 | Численность всего населения, тыс. человек                        | Численность русских, тыс. человек                                | Доля русских в общей численности населения, %                    | Среднегодовой прирост всего населения, ‰                         | Среднегодовой прирост русских, ‰                                 |
| ---------------------------------------------------------------- | ---------------------------------------------------------------- | ---------------------------------------------------------------- | ---------------------------------------------------------------- | ---------------------------------------------------------------- | ---------------------------------------------------------------- |
| I ревизия 1719 года                                              | 15 738                                                           | 11 128                                                           | 70,7                                                             | -                                                                | -                                                                |
| Перепись 1897 года                                               | 128 203                                                          | 55 765                                                           | 43,5                                                             | -                                                                | 12,1                                                             |
| Перепись 1916—1917 гг.                                           | 171 750                                                          | 76 676                                                           | 44,6                                                             | 14,7                                                             | 16,0                                                             |
| 1678—1917 гг.                                                    | -                                                                | -                                                                | -                                                                | -                                                                | 9,5                                                              |

Русские по странам мира (карта может включать лиц русского происхождения или имеющих российское гражданство):
более 100 млн
более 1 млн
более 100 тыс.
более 10 тыс.
более 1 тыс.
нет данных

В XVI—XVII веках территория Русского государства существенно выросла за счёт включения в его состав земель бывших Казанского, Астраханского и Сибирского ханств. Это привело к увеличению этнической территории русского народа — русские начинают заселять и осваивать Среднее и Нижнее Поволжье, Приуралье, Северный Кавказ и Сибирь. При этом, несмотря на появление в составе государства крупных народов Поволжья (татар, башкир и др.), русские в последней четверти XVII века составляют почти 3/4 всего населения.
В период существования Российской империи (1721—1917 гг.) её пределы значительно расширяются. Так, в XVIII веке в состав империи вошли Прибалтика, белорусские земли, Правобережная Украина, бо́льшая часть Новороссии и Крым, в XIX веке — Финляндия, Бессарабия, Царство Польское, Закавказье, Средняя Азия и др. Это привело к уменьшению доли русских в общей численности населения страны (с 70,7 % в 1719 году до 44,6 % в 1917 году), однако в то же время абсолютная численность русских неуклонно росла (11,1 млн чел. — в 1719 году, 20,1 млн чел. — в 1795 году, 34,8 млн чел. — в 1858 году, 55,8 млн чел. — в 1897 году, 76,7 млн чел. — в 1917 году).
До 1917 года подавляющее большинство русских проживало на территории Российской империи. Только в XVII—XVIII веках отдельные группы старообрядцев переселились на территорию Австро-Венгрии (в основном в Буковину) и Османской империи (в Добруджу). В 1831 году малочисленная группа русских старообрядцев поселилась в Восточной Пруссии, однако к 1870-м годам бо́льшая её часть возвратилась в Россию. С конца XIX века некоторое количество русских переселяется в Америку (в США, Канаду, Бразилию, Аргентину, Уругвай) и Австралию, однако по общей численности переселенцев русская эмиграция тогда была существенно меньше польской, украинской или литовской — в 1917 году не более 1 % русских жило за границей.
По данным В. П. Максаковского, по переписи 1989 года за пределами России в СССР проживало 25,3 млн русских: 11,3 млн или 44,9 % на Украине, 6,2 млн или 24,6 % в Казахстане, 1,7 млн или 6,5 % в Узбекистане и 1,3 млн или 5,3 % в Белоруссии. Также за пределами России жило ещё 11,2 млн обрусевших людей других национальностей, что давало в итоге 36—37 млн русских и русскоязычных на начало 1990-х годов в странах нового зарубежья или больше 1/4 всего населения этих стран. Самая многочисленная община располагалась на Украине (20 млн чел.), Казахстане (7,8 млн чел.), Беларуси (3,2 млн чел.) и Узбекистане (2,2 млн чел.).
С 1989 по 2007 год из стран СНГ и Прибалтики в Россию переехало 3,64 млн русских. С 1991 по 2006 год из-за эмиграции, депопуляции и смены национальной идентификации численность русских в странах бывшего СССР сократилась с 25—30 млн до 17 млн человек. В 2006 году больше всего русских за пределами России проживало на Украине (более 8 млн чел.), в Казахстане (более 6 млн чел.), в Беларуси (чуть больше 1 млн чел.), а также в Узбекистане (более 1 млн чел. по оценкам на начало 2000-х годов). В 2016 году число русских в постсоветской Центральной Азии оценивалось примерно в 4,7—4,8 млн человек, из которых более 3/4 проживало в Казахстане.
Общая численность русских в мире составляет около 136 млн человек (по другим оценкам: от 125—129 млн чел. до 150 и 167 млн чел.). Из них в России проживает 105,6 млн человек (данные переписи 2021 года), то есть 71,73 % населения страны или 80,85 % от общего числа респондентов, указавших свою национальность при переписи населения [в 2010 году соответственно — 111,0 млн чел. (с учётом Республики Крым и Севастополя — 112,5 млн чел.); 77,71 % и 80,90 %]. По данным на 2010 год, из всех русских в мире — 86 % проживало в России, 11,5 % — в республиках бывшего СССР и 2,5 % — в остальных странах.
Русские составляют бо́льшую часть населения Российской Федерации, а также значительную часть населения в странах бывшего СССР: на Украине, в Казахстане, Беларуси, Узбекистане, Латвии, Кыргызстане, Эстонии, Литве, Молдове, Туркменистане и в частично признанных и непризнанных государственных образованиях — Приднестровской Молдавской Республике, Луганской Народной Республике, Донецкой Народной Республике. Крупные общины присутствуют в США, Канаде, Бразилии, Германии.
Численность русских в странах бывшего СССР на 2018—2019 годы оценивалась в 10,8—11,6 млн человек.

## Демографические характеристики
| | Россия | Страны с низкой рождаемостью | Страны со средней рождаемостью | Страны с высокой рождаемостью |
| --- | ------ | ---------------------------- | ------------------------------ | ----------------------------- |
| Доля в численности населения СССР без России, %                                                                  | —      | 50,1                         | 14,5                           | 35,4                          |
| Коэффициент суммарной рождаемости                                                                                | 2,02   | 1,95                         | 2,51                           | 3,72                          |
| в том числе для русских                                                                                          | 1,95   | 1,83                         | 1,72                           | 2,16                          |
| Коэффициент младенческой смертности                                                                              | 17,8   | 12,7                         | 22,2                           | 35,1                          |
| в том числе для русских                                                                                          | 17,7   | 12,3                         | 17,4                           | 23,3                          |
| Среднее число детей, доживающих до 15 лет                                                                        | 1,97   | 1,91                         | 2,42                           | 3,52                          |
| в том числе для русских                                                                                          | 1,91   | 1,8                          | 1,69                           | 2,1                           |
| Доля русских, проживавших в указанных странах, в общем числе русских на территории СССР за исключением России, % | —      | 57                           | 5,3                            | 37,7                          |
| Доля русских в численности населении указанных стран, %                                                          | 81,5   | 20,7                         | 6,7                            | 19,3                          |
| Доля горожан среди русского населения, %                                                                         | 77     | 88                           | 89                             | 87                            |
| Доля моноэтнических брачных пар в общем числе брачных пар русского населения, %                                  | 87     | 39                           | 50                             | 69                            |
| Доля моноэтнических браков, в общем числе первых браков, заключённых русскими женщинами, %                       | 89     | 42                           | 46                             | 72                            |

## Этнографические группы

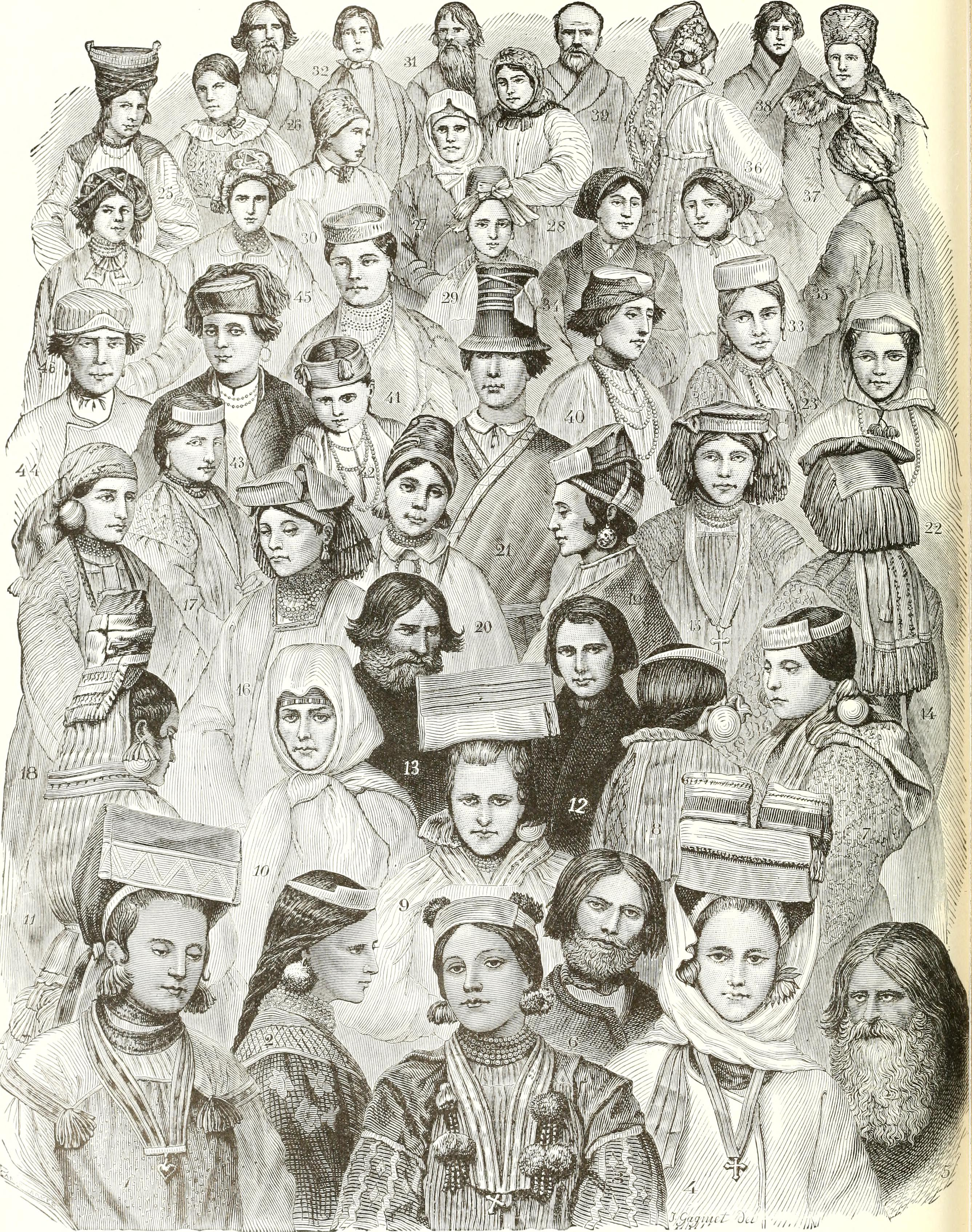
Типы великороссов. Универсальная история Ридпата, 1897 г. Двое мужчин в центре — московские горожане

На основе различий в типе хозяйства, региона проживания, особенностей народной культуры, конфессиональных отличий среди русских выделяется ряд этнографических групп (горюны, тудовляне, цуканы и другие), субэтносов (казаки, полехи, поморы, сибиряки) и этнорелигиозных групп (духоборы, липоване, кержаки).
Основными являются севернорусская и южнорусская этнографическая группа (северорусы и южнорусы). При этом предложение советского этнографа Д. К. Зеленина в его капитальной обобщающей работе 1927 года «Восточнославянская этнография» считать их отдельными восточнославянскими народами лишь временно доминировало в ранней советской историографии.

## Физическая антропология и генетика
Антропологические признаки русских подробно изучены.
Средние антропологические показатели или совпадают со средними западноевропейскими величинами, или отклоняются от них, оставаясь, однако, в пределах колебаний западных групп. Следующие признаки отличают русских от западноевропейских популяций:
- Шатены преобладают над блондинами и брюнетами, преобладают такие оттенки глаз, как голубые, серые, зелёные.
- Средний рост бровей и бороды;
- Умеренная ширина лица;
- Преобладание среднего горизонтального профиля и средневысокого переносья;
- Меньший наклон лба и более слабое развитие надбровья.

Для русского населения характерна крайне редкая встречаемость эпикантуса. Из числа более чем 8,5 тысяч обследованных русских мужского пола эпикантус обнаружили только 12 раз, причём только в зачаточном состоянии. Такая же крайне редкая встречаемость эпикантуса наблюдается у населения Германии. Русские европейские популяции имеют направленную или повышенную изменчивость в антропологическом отношении, по данным дерматоглифики.
По результатам биолого-генетических исследований выделяются две генетически различающиеся группы русских популяций. В российско-эстонском исследовании 2008 года и других приводятся следующие данные. По Y-хромосоме популяции Русского Севера выявлены «кардинальные различия северных и южных русских».
Центральные и южные русские, к которым принадлежит подавляющее большинство русских популяций, по результатам исследований Y-хромосомных маркёров, входят в общий «восточноевропейский» кластер с остальными восточными и западными славянами (словаками и чехами), а также венграми и аромунами (по отдельным показателям присоединяются также эстонцы и южные шведы). Генетически все восточные славяне «практически неразличимы», иными словами, идентичны, со славянами западными; такая генетическая чистота несколько необычна для генетики при столь широком расселении славян, особенно русских. По результатам исследования маркёров мтДНК, а также аутосомных маркёров русские сходны с другими популяциями Центральной и Восточной Европы, выявлено высокое единство по аутосомным маркёрам восточнославянских популяций и их значительные отличия от соседних финно-угорских, тюркских и северокавказских народов.
Северные русские входят в иной, обширный «североевропейский» генетический кластер вместе с популяциями балтов (латышей и литовцев), германских (немцев, норвежцев), а также наиболее антропологически европеизированных прибалтийско-финских народов (коми, финнов, эстонцев и сборной группы карелов, вепсов и ижорцев). При этом сходство с балтами более выражено, чем с финно-уграми, и является постоянным для всех популяций Русского Севера (а степень сходства с финно-угорскими народами отличается). По мтДНК североруссы имеют сходство с генофондами Северной Европы (норвежцы, немцы, шведы, поляки, литовцы, ирландцы, шотландцы). Отличие северных русских подтверждено также по аутосомному маркеру CCR5de132, данным палеоантропологии и анализом фамилий. При этом митохондриальный генофонд финно-угорских народов (финны, карелы, коми, мордва и мари) оказался максимально отдалён от северных русских. Изучение аутосомных маркеров также сближает североруссов с другими европейскими народами и ставит под сомнение финно-угорский миграционный пласт в северном русском генофонде. Эти данные позволяют выдвинуть гипотезу о сохранении на территориях вокруг Балтийского моря древнего палеоевропейского субстрата, который испытал интенсивные миграции древних славянских племён.
Во всех русских популяциях отмечается крайне низкая частота генетических признаков, характерных для монголоидных популяций. Частоты восточноевразийских маркёров у русских соответствуют средним по Европе.
Таким образом, подтверждаются предшествующие выводы антропологов, историков и лингвистов (см., в частности, работы академика В. Л. Янина) о близости древних новгородцев (словен) и их языка не к восточным, но к балтийским славянам. Современные северные и центрально-южные русские по-прежнему принадлежат к двум разным генетическим кластерам по Y-хромосоме, митохондриальной ДНК и аутосомному маркеру CCR5de132. Центральные и южные русские входят в восточноевропейский кластер и генетически едины, как с другими восточными, так и с западными славянами (словаками и чехами). Северные же русские входят в североевропейский кластер вместе с поляками, балтами и германскими народами. Таким образом, североруссы генетически близки из всех славянских народов только к полякам, но если последние по отдельным показателям всё же близки и славянам, то северные русские генетически «не присоединяются к южным» и, одновременно, идентичны балтийским народам.

## Язык

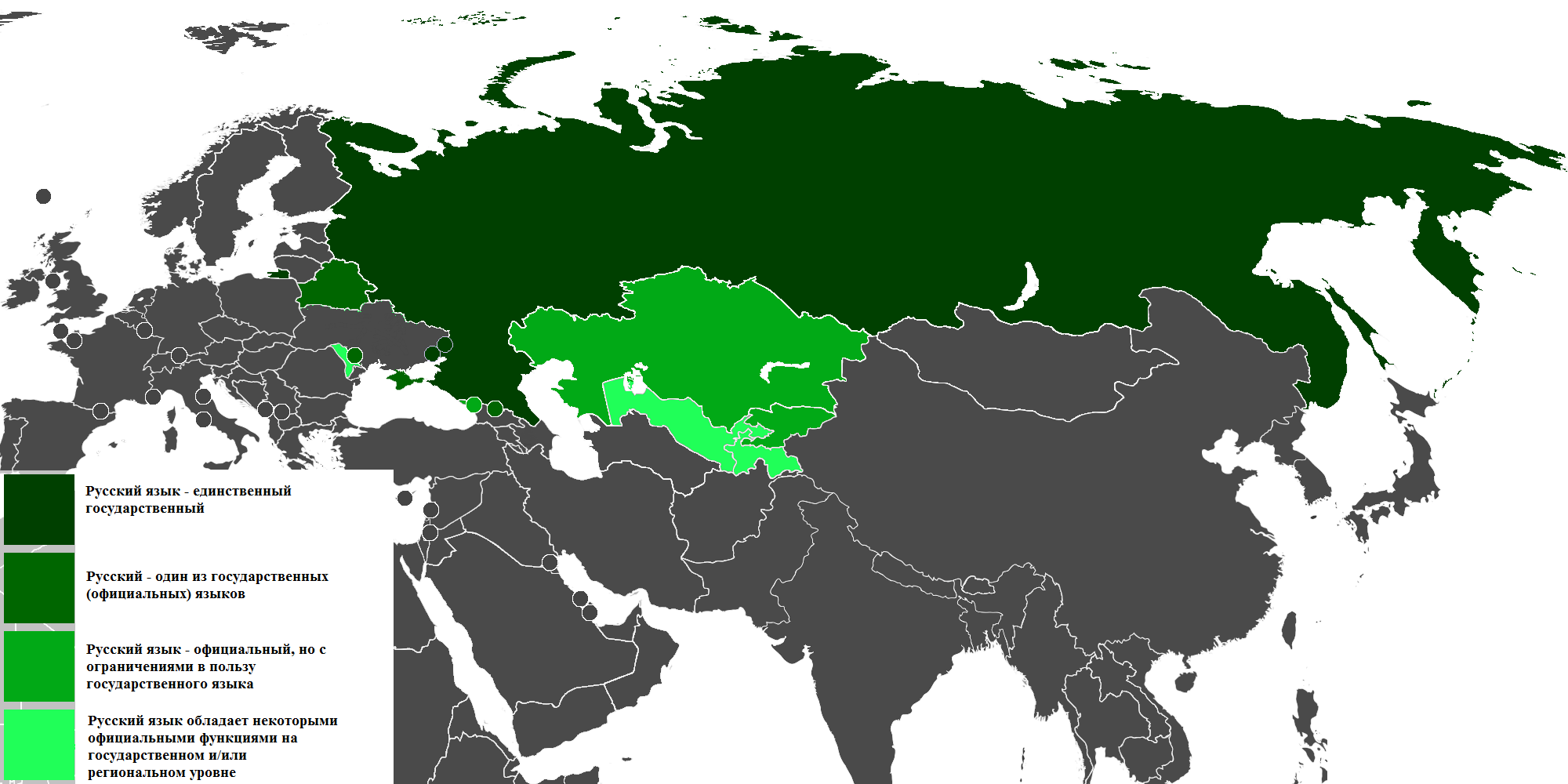
Статус русского языка в разных государствах мира

Русский язык принадлежит к восточной подгруппе славянских языков, входящих в состав индоевропейской семьи языков. В русском языке используется письменность на основе русского алфавита, восходящего к кириллице.
Согласно Всероссийской переписи населения 2010 года, русский язык является родным для 110 705 949 русских (99,9 % от общего числа русских, указавших родные языки). Украинский язык является родным для 23 714 русских (0,02 %), татарский язык назвали родным 9292 русских (0,01 %), чувашский язык указали родным 3913 русских (0,0035 %) и башкирский язык обозначили как родной 1274 русских (0,001 %).
Русский язык — один из шести официальных языков ООН. По данным, опубликованным в журнале «Language Monthly» (№ 3 за 1997 год), примерно 300 млн человек по всему миру на тот момент владело русским языком (что ставило его на 5-е место по распространённости), из них 160 млн считали его родным (7-е место в мире). Общее количество русскоязычных в мире по оценке 1999 года — около 167 млн, ещё около 110 млн человек владеют русским языком как вторым.
В социологическом исследовании Института Гэллапа, проведённом в 2006—2007 годах и посвящённом отношению к русскому языку в постсоветских государствах, 92 % опрошенных в Беларуси, 83 % на Украине, 68 % в Казахстане и 38 % в Кыргызстане выбрали русский язык для заполнения анкеты при проведении опроса. Институт обозначил этот раздел исследования как «Russian as the Mother Tongue» («Русский язык как родной язык»).
В США в штате Нью-Йорк в 2009 году внесена поправка в избирательное законодательство, в соответствии с которой во всех городах штата, в которых проживает более 1 млн человек, все связанные с процессом выборов документы должны переводиться на русский язык. Русский язык стал одним из восьми иностранных языков в Нью-Йорке, на котором должны печататься все официальные материалы избирательных кампаний.
До 1991 года русский язык являлся языком межнационального общения СССР, де-факто выполняя функции государственного языка. Продолжает использоваться в странах, ранее входивших в состав СССР, как родной для значительной части населения и как язык межнационального общения. В местах компактного проживания эмигрантов из стран бывшего СССР (Израиль, Германия, Канада, США, Австралия и др.) выпускаются русскоязычные периодические издания, работают радиостанции и телевизионные каналы, открываются русскоязычные школы, где активно преподают русский. В Израиле русский язык изучается в старших классах некоторых средних школ как второй иностранный язык. В странах Восточной Европы до конца 1980-х годов русский язык был основным иностранным языком в школах.
Разговорный русский язык обязательно изучают все работающие на МКС космонавты.

### Диалекты
В русском языке выделены две диалектные группы (наречия) — севернорусская (окающая) и южнорусская (акающая), каждая из которых членится на более мелкие группы. Между северным и южным наречиями расположена территория среднерусских говоров. Граница между севернорусской и южнорусской группами проходит по линии Псков — Тверь — Москва — Нижний Новгород.
В северном наречии выделяются три группы говоров: Ладого-Тихвинская, Вологодская и Костромская. В южном наречии выделены пять групп говоров: Западная, Верхне-Днепровская, Верхне-Деснинская, Курско-Орловская и Восточная (Рязанская). Переходные среднерусские говоры включают Гдовскую, Псковскую и Владимирско-Поволжскую группы.
На основе среднерусской диалектной группы происходит унификация русского языка. В настоящее время в связи с развитием школьного образования и средств массовой информации различия в диалектах сильно уменьшились.

## Этническая история

### Этногенез славян
На основе лингвистических данных можно предположить, что после времени распада праиндоевропейского языка во II тысячелетии до н. э. в Центральной Европе жили предки славян, находившиеся в контакте прежде всего с протогерманцами и протоиталиками. В I тысячелетии до н. э. образовался праславянский язык. Формирования диалектов этого языка можно отнести к концу I тысячелетия до н. э. — III—V вв. н. э. Во время этого периода носители языка имели контакты с племенами балтов, иранцев, германцев, фракийцев и кельтов, при этом наибольшее сходство обнаруживается с балтскими языками. Вплоть до конца I тысячелетия славяне практиковали кремацию умерших, поэтому антропологические данные по славянским племенам до периода Средневековья отсутствуют. На основании данных по антропологии средневековых славян можно сделать вывод, что единого славянского антропологического типа в то время (возможно и ранее) не существовало. По данным археологии, славяне как самостоятельная этноязыковая единица начали формироваться в середине I тысячелетия до н. э. в результате взаимодействия и метисации носителей части лужицкой культуры с расселившимися на их территории племенами поморской культуры. Первой собственно славянской культурой предположительно являлась культура подклёшевых погребений, которую сменяет пшеворская культура. Со славянами также соотносят зарубинецкую и черняховскую культуры; последняя судя по всему формировалась на территории расселения скифо-сарматских племён, постепенно ассимилируемых славянами. По-видимому, в наиболее тесном симбиозе с ираноязычными племенами находились предки восточных славян, в частности анты. В VI—VII веках славяне начинают широко осваивать пространство Восточноевропейской равнины. Кривичи, приильменские словене скорее всего происходят от славян пражско-корчакской культуры. Нашествие гуннов привело к смене черняховской культуры на пеньковскую. Часть антов перебралась в район Среднего Поволжья и основала там именьковскую культуру. Во второй половине I тысячелетия н. э. в бассейнах Десны, Сейма присутствовала волынцевская и сменившая её роменская культура. Границы их ареалов доходили на западе до правого берега Днепра в окрестностях Киева и Канева, на юго-востоке до истоков Северского Донца и среднего течения Дона, где они взаимодействовали с салтово-маяцкой культурой, на севере до Поочья.

### Средние века

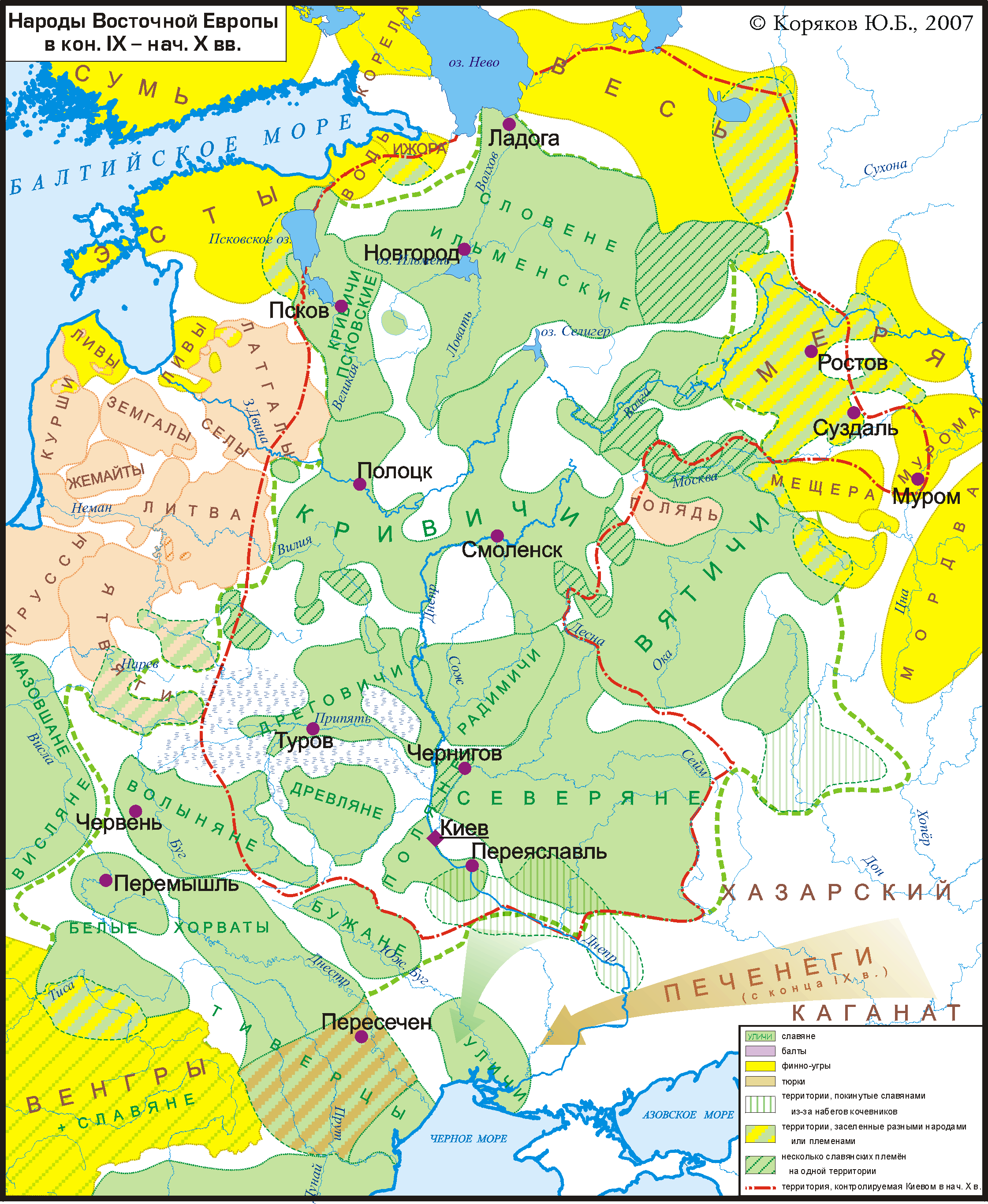
Этнические группы Восточной Европы в конце IX — начале X веков. Граница Киевской Руси на начало X века

На основе данных археологии и лингвистики, свидетельств арабских, византийских, западноевропейских, древнерусских и других письменных источников многие исследователи рассматривают летописный народ «русь» как выходцев из Скандинавии (скандинавы в древнерусских источниках обобщённо именуются варяги). Кроме этого, в рамках так называемого антинорманизма, существуют другие версии этнической принадлежности народа «русь» и варягов: их рассматривают как финнов, пруссов, балтийских славян и др.
Скандинавские археологические древности свидетельствуют о большой миграционной волне из Скандинавии в Восточную Европу, в основном с территории Средней Швеции. Скандинавы появляются на территории севера Восточной Европы не позднее середины VIII века. К середине IX века или около этого времени в результате развития договорных и даннических отношений между народом «русь» и местными славянскими и финскими племенами (что, предположительно, отражено в летописном сказании о призвании варягов во главе с Рюриком в 862 году) на севере Восточной Европы (на месте гипотетической Северной конфедерации племён) возникает раннегосударственное образование (отождествляемое с летописным государством Рюрика). В 882 году князь Олег объединяет северные территории и Киев, и формируется «путь из варяг в греки» — торговый путь из Скандинавии через Восточную Европу в Византию. В течение X века социальная элита Древнерусского государства, первоначально представленная преимущественно народом «русь», включала в свой состав всё большее число славян и представителей других этносов, в результате чего понятие «русь» приобрело социальное значение и стало обозначать высшую социальную группу, а народ «русь» ассимилировался окружающим населением и вошёл в состав сформировавшейся древнерусской народности.
Древнерусская народность образуется около XI—XII веков в результате слияния восточнославянских (преимущественно), а также частично финно-угорских и балтских племён и скандинавов (варягов). Значительное влияние на культуру русского народа и его консолидацию оказало принятие христианства. При этом, по мнению В. В. Седова, «колыбелью» формирования собственно русской (великорусской) народности являлось Великое княжество Владимирское. Ростово-суздальский диалект в итоге лёг в основу русского литературного языка.

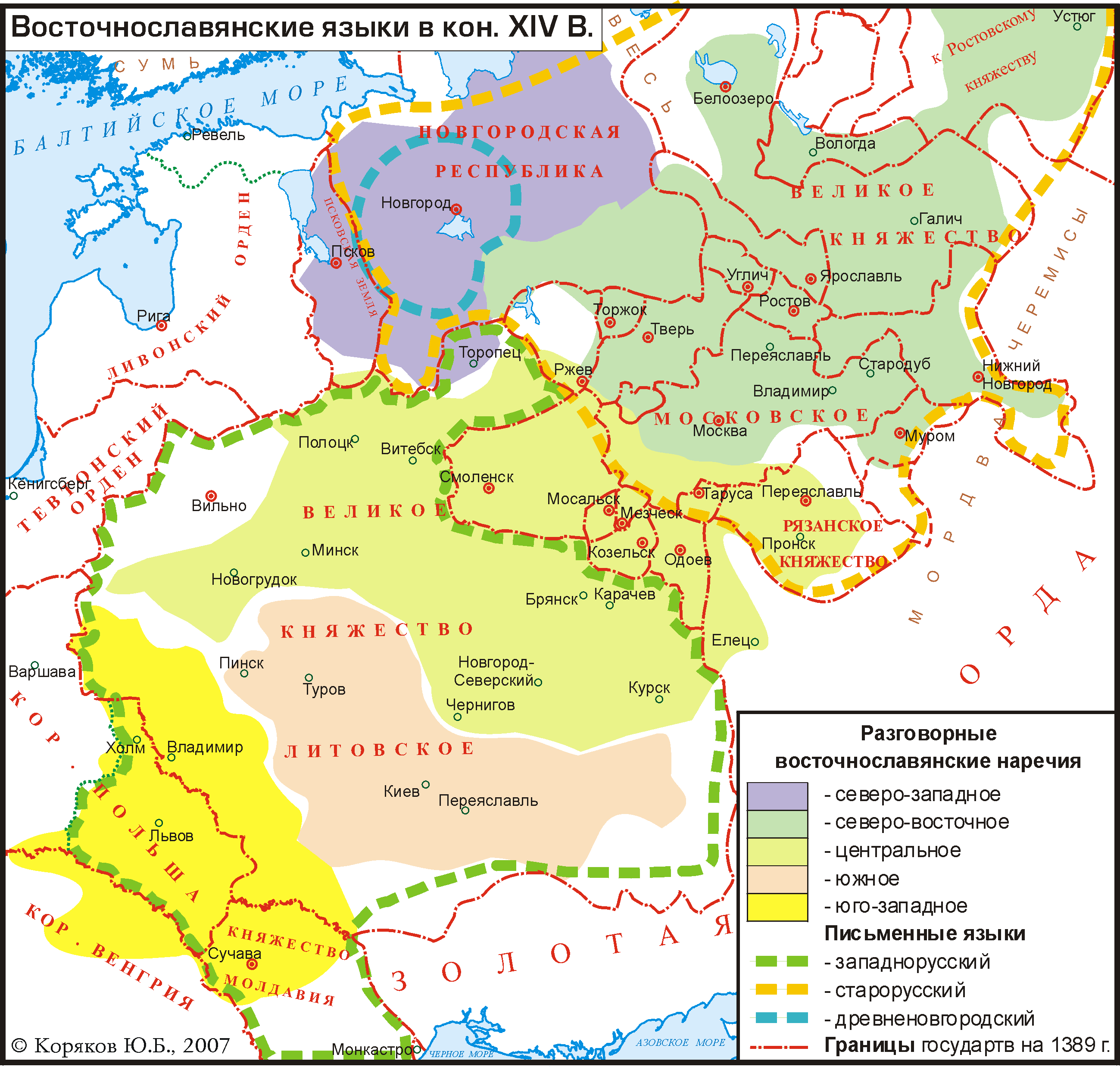
Разговорные наречия и письменные восточнославянские языки в конце XIV века

Консолидация древнерусской народности была прервана распадом Древнерусского государства и татаро-монгольским нашествием, а объединение прежних русских княжеств под властью крупных государств (Великое княжество Московское, Великое княжество Литовское и позже Речь Посполитая) заложило основу для дальнейшего распада её на три современных народа: русских, украинцев и белорусов.
Некоторые учёные не признают существование единой древнерусской народности на каком бы то ни было историческом этапе.
Из поселившихся в степи русских, перенявших отдельные элементы культуры тюркских кочевников, сформировался субэтнос казаков. Донская ветвь казаков сохранилась в качестве составной части русского народа.
Формирование в конце XV века единого Русского государства, освобождение от монголо-татарского ига и падение в XVI веке Казанского и Астраханского ханств сделали возможным усиление экспансии русского населения на восток.

### Новое время

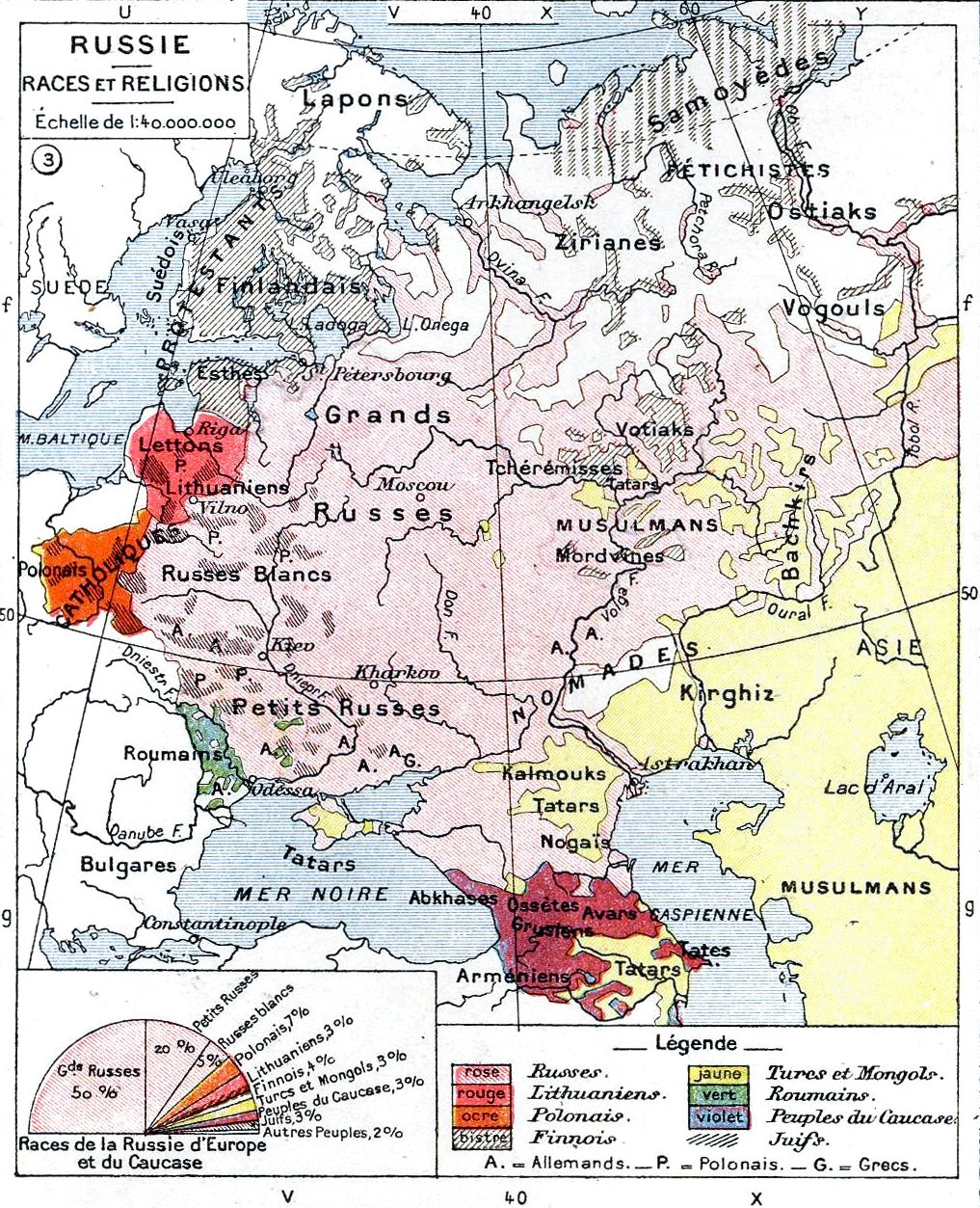
Русские на этнографической карте XIX века без противопоставления украинцам и белорусам

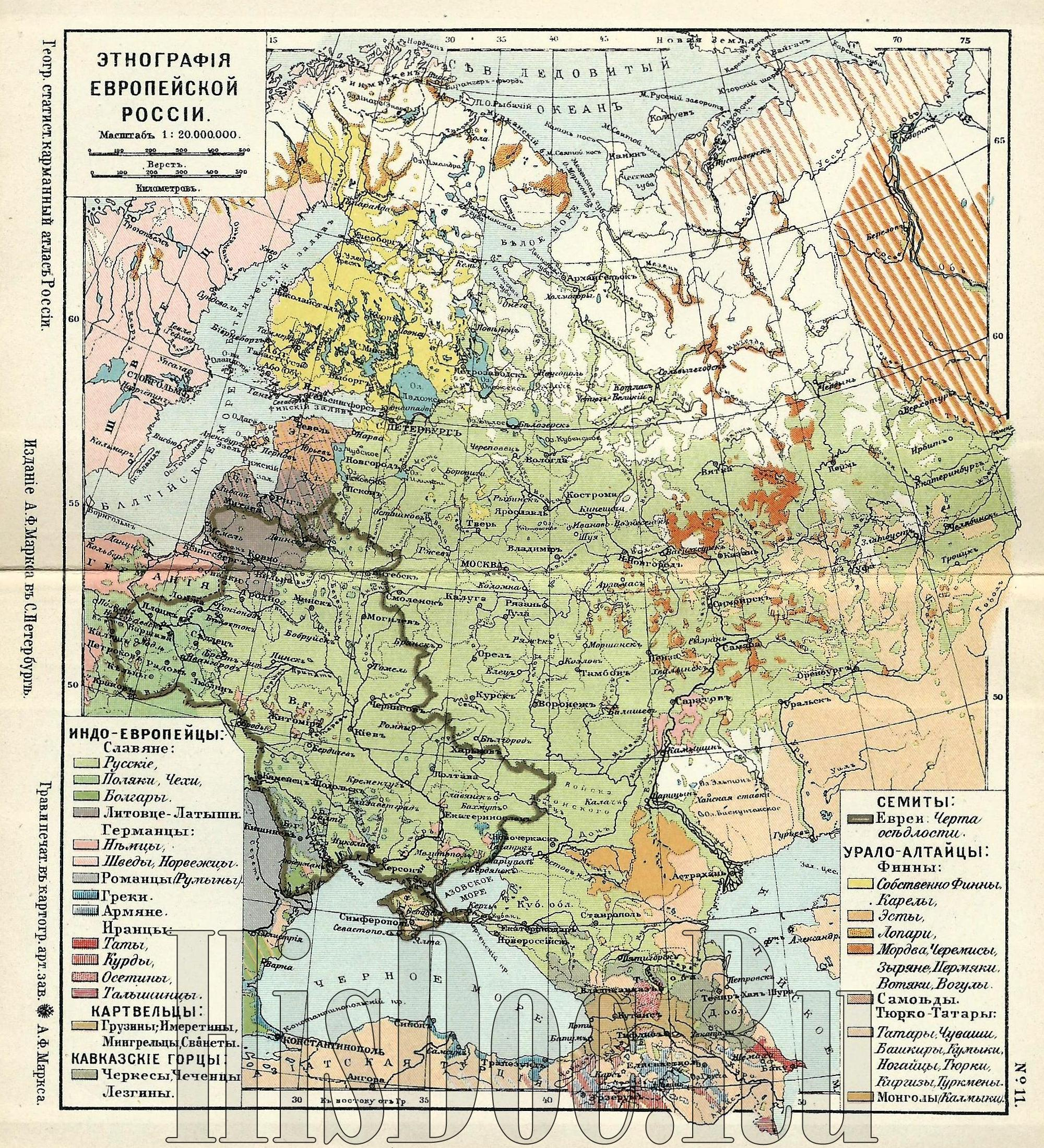
Русские на этнографической карте XX века без противопоставления украинцам и белорусам

Важной вехой в истории русского народа стало Смутное время — глубокий кризис, характеризованный распадом государственности, сопряжённым с большими бедствиями и попаданием (наподобие Западной Руси) под влияние польско-литовских захватчиков. В то же время оно породило в глубине народных масс инициативу по защите своего образа жизни, изгнанию интервентов и восстановления русской государственности. В середне XVII века реформа патриарха Никона вызвала раскол русских на никониан и старообрядцев. Последние сформировали отдельные этнографические группы русского народа, распространившиеся за пределы России (липоване, некрасовцы) и выявившие специфический «культурный код» русского народа (русский язык, крещение детей, празднование Пасхи, иконопочитание, восьмиконечный крест).
XVII век стал также эпохой освоения русским народом основных пространств Сибири, основания в ней городов, географических открытий, выхода к границам Китая и Тихому океану. Важную роль в русском освоении Сибири играли поморы и казаки. Основным экономическим стимулом русского продвижения вглубь Сибири был пушной промысел. Расширение русских этнических земель шло также в южном направлении. Плодородные, но небезопасные из-за крымско-ногайских набегов степные пространства к югу от «окской украины» стали пригодными для плотного заселения благодаря поэтапному строительству засечных черт и укреплённых линий, продвигаемых всё далее на юг. Освоение степных земель позволило значительно улучшить сельскохозяйственную базу государства и стимулировало рост населения.
Воссоединение Левобережной Украины c Россией дало импульс реформированию государственной идеологии. Выходцы из Южной Руси, такие как Иннокентий Гизель или Феофан Прокопович заложили фундамент обновлённого представления о русском народе как о триедином народе, ставшем официальной концепцией в Российской империи.
Царь Пётр I предпринял ряд глубоких государственных и общественных реформ. Он подчинил Церковь государству и начал активно приглашать иностранцев в Россию, назначая их на важные посты в государстве. В результате, традиционная русская культура сохранилась лишь в низших сословиях, тогда как среди интеллигенции, чиновничества и военных начали доминировать европейские вкусы. В среде аристократии исчез национальный костюм, а воспитанием детей нередко занимались нанятые из Франции гувернёры. Неизменным фактором этнического самоопределения оставался русский язык, который получил своё развитие в русской литературе (Пушкин, Достоевский, Толстой и др.). Начиная с Отечественной войны 1812 года важное значение для русской этнической идентификации приобрела русская фамилия. В имперский период получают развитие русские народные промыслы.
Культурный раскол русского народа на вестернизированный «верх» и традиционный «низ» выразился в философском противостоянии западников и славянофилов, которые, однако, сами принадлежали к интеллектуальным «верхам».
Русские несли на себе основную тяжесть войн, которые вела Российская империя.
Русские миссионеры создавали письменности, основу которых составила кириллица. В XIV веке святой Стефан Пермский на основе кириллического, греческого алфавитов и знаков древнетюркского рунического письма создал зырянскую азбуку — анбур. В XVIII веке архиепископ Вениамин (Пуцек-Григорович) использовал русский алфавит для создания удмуртской («Сочинения, принадлежащие к грамматике вотского языка», 1775) и марийских («Сочинения, принадлежащие к грамматике черемисского языка», 1775) грамматик. В XIX веке на русской графической основе создаётся ряд письменностей для языков народов Российской империи, которые составили основу современных алфавитов. Так, архиепископ Иннокентий (Попов-Вениаминов) создал письменность для алеутского языка (1826), востоковед О. Н. Бётлингк (1848—1851) и епископ Дионисий (Хитров) (1858) разработали алфавиты для якутского языка, востоковед Н. И. Ильминский — письмо для языка крещёных татар — алфавит Ильминского (1862—1874), чувашским просветителем И. Я. Яковлевым составлен чувашский алфавит (1871), мордовским просветителем А. Ф. Юртовым — эрзянский алфавит (Букварь для мордвы-эрзи, 1884).

### Новейшее время

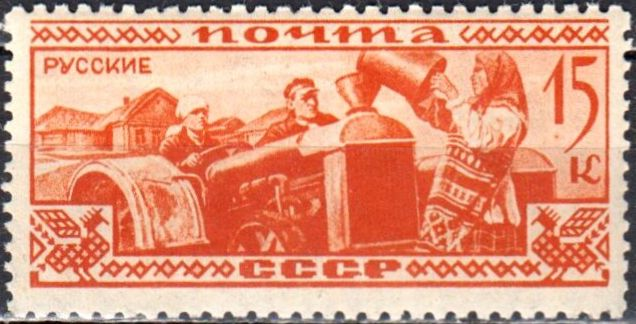
Народы СССР: русские. Почтовая марка СССР, 1933 год

После Октябрьской революции начались гонения на религию, в частности на русское православие. В ходе Гражданской войны и дальнейших инициатив новой власти пострадали представители многих сословий: казачество (расказачивание), крестьянство (раскулачивание), дворянство, часть интеллигенции.
Письменности национальных языков народов РСФСР стали формироваться на основе русского алфавита (этот процесс продолжался до 1941 года). Многие народы Советского Союза, ранее не имевшие своей письменности и самоназвания, получили их благодаря деятельности русских учёных.
Русские врачи осуществляли ликвидацию периодических эпидемий чумы и холеры в республиках Средней Азии и Кавказа, вели борьбу с «азиатским гриппом» и рядом других заболеваний. В Туркестане русскими врачами создана разветвлённая сеть больниц и фельдшерских пунктов, успешно боровшихся как с антимедицинскими предрассудками местных жителей, так и самими болезнями, очагами распространения которых являлся этот регион. Был принят курс на открытие медицинских институтов в национальных республиках, что позволило к 1930-м годам сформировать коллективы врачей уже из национальных кадров. Однако первоначальное преподавание осуществлялось русскими врачами.
Русские несли основную тяжесть Великой Отечественной войны. Военные потери русских в войне составили более 5 млн человек — 66,4 % от общих армейских потерь СССР. Потери среди гражданского населения оккупированных территорий СССР и блокадного Ленинграда составляют ещё 6,4 млн человек. Общие потери русских составили более 11,4 млн человек — 42,2 % от всех погибших в Великой Отечественной войне, если исходить из официальной оценки в 27 млн погибших. Это, однако, не принижает вклад других народов.

Демографическая пирамида русских в 2021 году

В начале 1990-х годов, из-за резкого экономического кризиса, началось сокращение численности русских: в России в связи с естественной убылью населения обусловленной снижением рождаемости, а в республиках бывшего СССР — также ещё и в связи с эмиграцией русского населения в Россию. В странах Западной Европы, США, Австралии численность русских к началу XXI века, наоборот, возросла за счёт иммиграции из бывшего СССР.

## Дискриминация русских
В первое десятилетие советской власти в рамках политики коренизации русские в ряде случаев испытывали открытую дискриминацию со стороны коренных народов. Так, русское население Горской АССР жаловалось: «Жизнь русского населения стала… невыносимой и ведёт к поголовному разорению и выживанию из пределов Горской республики… Полное разорение экономике края несут постоянные и ежедневные грабежи и насилия над русскими». В Калмыкии русское население просило: «Нам нужно предоставить право наравне с калмыками». В населённых пунктах Белорусской ССР, которые непосредственно граничили с РСФСР, русские просили оставить русский язык в качестве языка преподавания в школах.
В середине 1930-х годов национальная политика в СССР существенно изменилась. Были реабилитированы поэты, писатели и ряд полководцев царской России. Русскому народу де-факто был предоставлен статус «первого среди равных». Однако, отсутствие у русских в течение всего советского периода собственного национально-территориального образования, в отличие от ряда иных «социалистических наций», «принижало статус» русского народа.
В постсоветский период, в ряде научных изданий, в частности, капитальном справочнике о России, подготовленном исследовательским отделом Библиотеки Конгресса США, указывалось на наличие дискриминации этнических русских в государствах, образованных в результате распада СССР. В разные годы «Вестник Российской академии наук» отмечал почти повсеместное притеснение русских титульными этносами в бывших союзных республиках и в некоторых административных образованиях России, там же указывалось на тяжёлое состояние русского этноса. Так, 58,9 % русских в Эстонии (перепись 2000 года) и свыше 30 % русских в Латвии не имеют гражданства, хотя формально законодательство этих стран не увязывает бесправие с их национальностью.
В конце 1980-х — начале 1990-х годов в России возник так называемый «бум этничности», который ознаменовался всплеском ксенофобских настроений и национализма среди представителей «титульных» групп по отношению к русским, что вылилось в ряде республик Северного Кавказа, в Якутии, Башкортостане, Татарстане и других в дискриминацию «нетитульного», преимущественно русского населения, и отток его в другие регионы.
Наиболее заметным проявлением подобного национализма стала дискриминация при кадровых назначениях в национальных республиках в составе России. Практически везде в этих регионах верхний слой назначенцев составляют исключительно представители титульной нации. Такая же проблема складывается при поступлении в университеты. В ряде национальных республик фактически произошла «коренизация» школы с вытеснением русского языка и преподаванием на языке титульной нации.
Практически в каждой национальной республике существует группа людей, которая преподносит весь русский народ «в чёрных красках». В Татарстане с большим трудом выдаются разрешения на строительство православных церквей и часовен. В Башкортостане отдаётся приоритет при защите кандидатских и докторских диссертаций башкирам.
По оценке экспертов Московского бюро по правам человека, российским регионом с наиболее развитой русофобией является Северный Кавказ и, прежде всего, Чечня. В 1991—1993 гг. произошло массированное «выдавливание» русскоязычного населения из Чечни, сопровождавшееся актами насилия. По сведениям газеты «Известия», в результате этнических чисток в Чечне в 1991—1994 годах погибли 20 тысяч человек и 250 тысяч покинули республику. В 2005 году инициативная группа бывших русских жителей Грозного направила президенту России открытое письмо с требованием официально признать факт массовых этнических чисток в Чечне в период с 1991 по 1994 год. Авторы обращения называли режим Дудаева фашистским и обвинили российские власти в попытке скрыть факт геноцида.

## Антропонимика
После принятия христианства среди русских получили распространение имена греческого происхождения: Александр, Алексей, Анатолий, Андрей, Аркадий, Афанасий, Василий, Георгий, Григорий, Евгений, Кирилл, Макар, Никита, Николай, Пётр, Степан, Тимофей, Фёдор, Филипп а также Анастасия, Елена, Зинаида, Зоя, Ирина, Ксения. Сохранили своё значение ряд славянских имён: Борис, Владимир, Всеволод, Ярослав, Вячеслав, Святослав, Станислав, Владислав. Были приняты также имена латинского (Антон, Валентин, Валерий, Павел, Роман, Сергей) либо еврейского происхождения (Иван, Илья, Матвей, Михаил, Семён, Яков, Анна, Елизавета, Мария). Часть русских имён имеет скандинавские корни: Ольга, Игорь, Олег, Глеб. Помимо личных имён, в русском имени присутствует отчество — имя отца с добавлением суффикса -ович/-евич/-ич (для мужчин) или -овна/-евна/-ична (для женщин). Русские фамилии обычно образуются с помощью русского имени или существительного и суффикса -ов (-ев, -ёв), -ин (-ын) или -ский (-ской) и -их (-ых). У женщин на конце фамилии добавляется окончание -а (например, Иванова, Петрова).

## Социальная организация
Важнейшими формами исторической социальной организации русских являлись сословие, община (общество), артель, разнообразные формы соседства (улица, околоток), семья. Сословия, или состояния, в окончательном виде формируются к концу XVIII столетия. Русское дворянство обладало полиэтничным составом, сословие мещан (городских обывателей) было составлено из бывших крестьян и не имело окончательно сформированного самосознания; крестьяне (сельские обыватели) считали себя как христианами вообще, включая в это понятие все православные народы, что были под властью «белого царя» и нередко, например, в «прелестных письмах» Емельяна Пугачёва, противопоставляя себя чиновникам.
Соседская община в качестве формы социальной организации в своих различных формах (включая городскую общину, общину-волость, общину-имение, общину-деревня) присутствовала с VIII—IX веков. С 1861 года систему сельских обществ распространили на всех крестьян. С 1870 года в городах возникают мещанское, купеческое, ремесленное общества, которые имели свои сходы. Община имела широкую известность в литературе и публицистике второй половины XIX века. Сторонники общинности рассматривали её в качестве альтернативы государственной власти и в роли основы идентичности (Ю. Ф. Самарин, И. С. Аксаков, К. Д. Кавелин) и даже понииали как зародыш социалистического устройства (А. И. Герцен). Некоторые исследователи (А. С. Ахиезер, Б. Н. Миронов) считали формами общинной организации советские предприятия и колхозы. Ключевыми формами общинной организации выступали круговая порука и уравнительная раскладка повинностей, включая рекрутскую повинность, подушную подать. Вопреки очевидным тенденциям к уравнительности, в сельских обществах XIX—XX веков имелось имущественное расслоение, включавшее кулаков, середняков, бедняков. В современной науке считается, что исследователи XIX—XX столетий переоценили важность общины как особой формы организации русского крестьянства.
Артельная организация присутствовала в первую очередь у крестьян, которые находились за пределами юрисдикции общины. Действовало большое число видов артелей, основой которых были промысловая деятельность (включая зверобойную, рыболовецкую, лесопильную, чумацкую валку), общее снабжение продуктами (харчевая артель на предприятии, солдатская харчевая артель, артель нищих, артель скоморохов), общая финансовая деятельность (ссудно-сберегательная артель). Во второй половине XIX века понятие «артель» приобрело значение объединения равноправных лиц, которое противопоставлено иерархическим (часто государственным) яорганизациям. В таком значении артели включали, например, Санкт-Петербургскую артель художников (передвижники); «Верещагинскую артель», выпускавшую вологодское масло; сельскохозяйственные артели — как в 1920—1930-е годы называли колхозы; кустарно-производственные артели, ставшие первым шагом на пути объединения самостоятельных кустарей в советские государственные предприятия.
Согласно А. В. Чаянову, ключевую форму социальной организации русского крестьянства составляла именно крестьянская семья, нередко расширенного типа — братская семья, многопоколенная семья. Именно семейная форма в организации труда являлась одним из главных признаков крестьянского хозяйства.

## Русская культура
Русская культура в целом является восприимчивой и инклюзивной, принимая в себя элементы культур народов, с которыми русские проживают по соседству в течение столетий. Большое число российских политических и культурных деятелей были представителями других этносов или имели в своём роду таковых. В советский и постсоветский период в русскую и российскую культуру вошло большое число иноэтнических авторов. Инклюзивность русской культуры включает также её способность развивать культуры других народов и наполнять их новыми смыслами.
Духовная и материальная культура русского этноса в её традиционном и внепрофессиональном аспекте составляет русскую народную культуру.

### Философия и мысль
Русская интеллектуальная история на протяжении многих веков развивалась под влиянием византийского христианства, что предопределило спектр доступных для изучения философских текстов, проблем и ценностей, а также историографических клише, характерных для русской философии и её истории. Принято считать, что русская философия сформировалась как самостоятельное явление только в XVIII веке, хотя первый историк русской философии Гавриил (Воскресенский) рассматривал русскую философию как традицию мысли, восходящую к трудам древнерусских книжников, таких как Кирик Новгородец и Клим Смолятич. Подлинный расцвет русской религиозной философии пришёлся на XIX — начало XX века и получил воплощение в трудах В. С. Соловьёва, Н. А. Бердяева, С. Л. Франка, Павла Флоренского и др. мыслителей, снискавших широкое признание. В дальнейшем русская религиозная философия также приобрела уникальные формы в концепциях «имяславия» (А. Ф. Лосев), «софиологии» (С. Н. Булгаков) и др.
Первым крупным критиком русской философской мысли стал П. Я. Чаадаев, подвергший в своих «Философических письмах» критике зависимость русской интеллектуальной истории от византийского прошлого. Чаадаев поставил вопрос о необходимости построения Царства Божьего на Земле. Его религиозные идеи в неявном виде были заимствованы русскими анархистами, Каприйской школой и др.
Важное место в русской мысли занимала философская антропология. В национальном колорите в России она приняла формы славянофильства и почвенничества (А. С. Хомяков, А. А. Григорьев, Н. Н. Страхов и др.). Русские воспринимались как славяне, характерная ментальная черта которых заключена в началах соборности и общинности.
В революционное время народники видели в сохранности русской крестьянской общины возможность «перескочить» через капиталистическую фазу с её противоречиями и войти в особый, «русский социализм». Осмысление русской истории в категориях цивилизационного подхода привело к возникновению концепции евразийства.
Также русские мыслители активно восприняли западноевропейскую философию, что привело к появлению в России сторонников идей кантианства, шеллингианства, гегельянства, марксизма и др. Среди наиболее влиятельных философов советского времени необходимо назвать М. М. Бахтина, А. Ф. Лосева, В. В. Бибихина. Среди философов русского зарубежья крупнейшим мыслителем может быть признан Александр Кожевников, чья интерпретация Гегеля оказала влияние на Жака Лакана и целую плеяду французских и немецких экзистенциалистов.
В области семиотики и философии языка широкое признание в мире получила Московско-Тартуская школа.

### Изобразительное искусство
Первые формы изобразительного искусства были представлены в народном орнаменте. Со временем под влиянием христианства развивается русская иконопись, ярким представителем которой был Андрей Рублёв. В XVIII веке появляется классическая русская живопись, которая достигает своего развития в XIX веке. В конце XIX века академическому искусству противопоставляют себя передвижники. XX век широко представлен русским авангардом.

### Словесное искусство

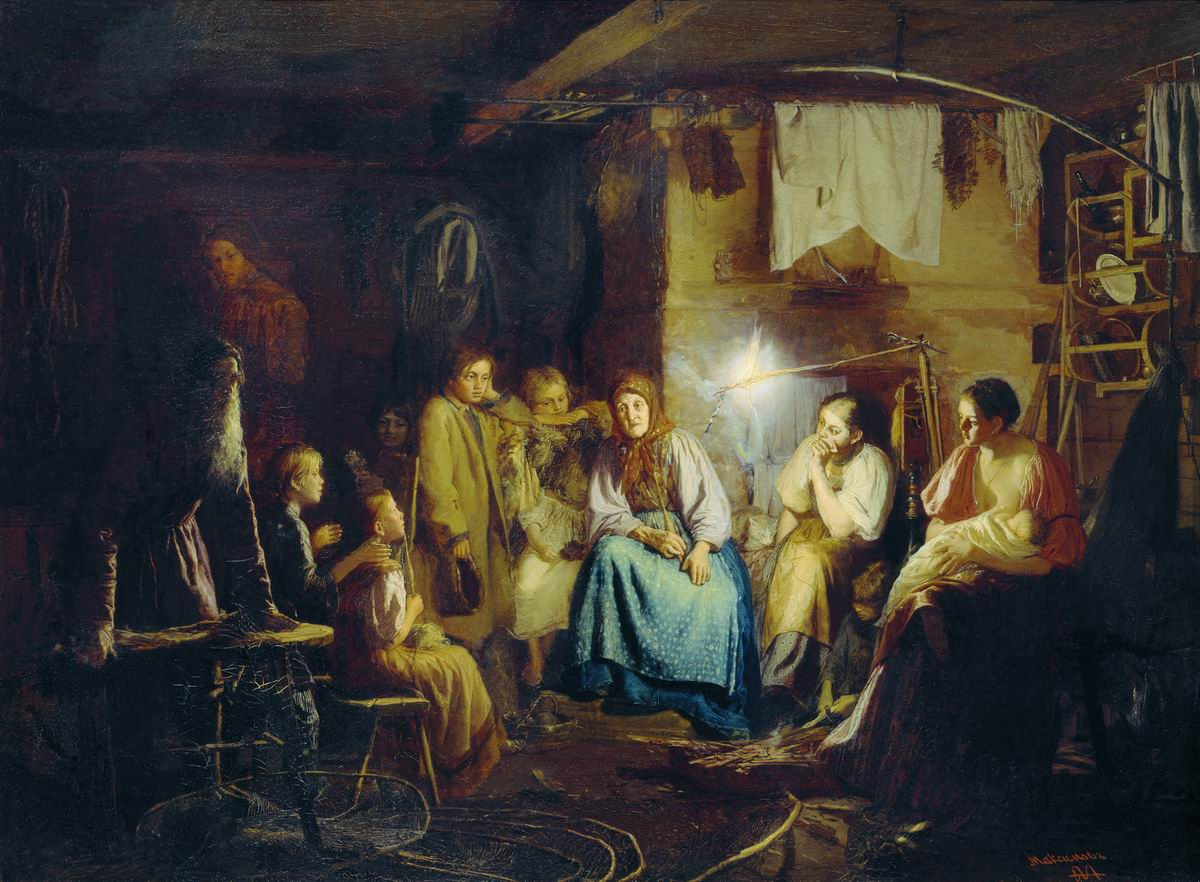
В. М. Максимов «Бабушкины сказки», 1867 год

Древние пласты русского словесного искусства представлены фольклором: былины, сказки, заговоры, песни, пословицы. Былины отражают представления об окружающем мире, сложившиеся у жителей Киевской Руси. Врагами Руси в былинах часто предстают представители кочевых племён, иногда приобретающие змеиный облик (Тугарин, прообразом которого был половецкий хан Тугоркан XI века). Они нередко обозначаются общим термином «поганые», что в ту пору означало «язычники». Им противостоят богатыри: Илья Муромец, Добрыня Никитич, Алёша Попович и др. В сказках главным персонажем часто выступает Иван Царевич или Иван-дурак. Ему противостоят сказочные персонажи: Баба-яга, Кощей Бессмертный, Змей Горыныч, а помощниками выступают волшебные животные.
Русская литература, в особенности русская проза XIX века, оказала значительное влияние на развитие мировой культуры. Произведения русских писателей переведены на многие языки мира и изданы многомиллионными тиражами. Пять русских литераторов — И. А. Бунин, Б. Л. Пастернак, М. А. Шолохов, А. И. Солженицын и И. А. Бродский — стали лауреатами Нобелевской премии по литературе.

### Музыка
Русское музыкальное наследие включает в себя как русскую народную музыку, так и творчество русских композиторов XVI—XX веков, а также русский романс.
Значительной популярностью на постсоветском пространстве пользуется эстрадная музыка, русский рок, творчество бардов.
Русская народная музыка исполнялась на русских музыкальных инструментах.
Такие русские композиторы, как М. И. Глинка, П. И. Чайковский, М. П. Мусоргский, Н. А. Римский-Корсаков, И. Ф. Стравинский, С. В. Рахманинов, А. Н. Скрябин, А. П. Бородин, С. С. Прокофьев и другие получили мировое признание и оказали заметное влияние на мировую музыкальную культуру.

### Танец
Неотъемлемой частью русской национальной культуры был танец, под которым иногда понималась только пляска. Известны женские хороводы, мужские танцы вприсядку. Плясали во время праздников, часто в сопровождении балалайки, гармони, а также других русских народных инструментов.
В XX веке под влиянием европейской культуры широкую известность получил Русский балет Дягилева, или Ballets russes, — балетная компания, основанная в 1911 году русским театральным деятелем и искусствоведом Сергеем Дягилевым. Выросшая из «Русских сезонов» 1908 года, функционировала на протяжении 20 сезонов до смерти Дягилева в 1929 году и пользовалась большим успехом за рубежом, особенно во Франции и Великобритании. Антреприза Дягилева оказала большое влияние на развитие не только русского балета, но и мирового хореографического искусства в целом. Сезоны Дягилева — особенно первые, в программу которых входили балеты «Жар-птица», «Петрушка» и «Весна священная» — сыграли значительную роль в популяризации русской культуры в Европе и способствовали установлению моды на всё русское.

### Народные промыслы
На протяжении многих веков русский народ создавал уникальную культуру народных художественных промыслов. Русские народные промыслы — гжель, хохлома, жостовская роспись, городецкая роспись, мезенская роспись по дереву, скань, финифть, палехская миниатюра, федоскинская миниатюра и другие — представляют собой декоративно-прикладное искусство изготовления и украшения домашней утвари: посуды, самовара, шкатулок, игрушек (русские игрушки).

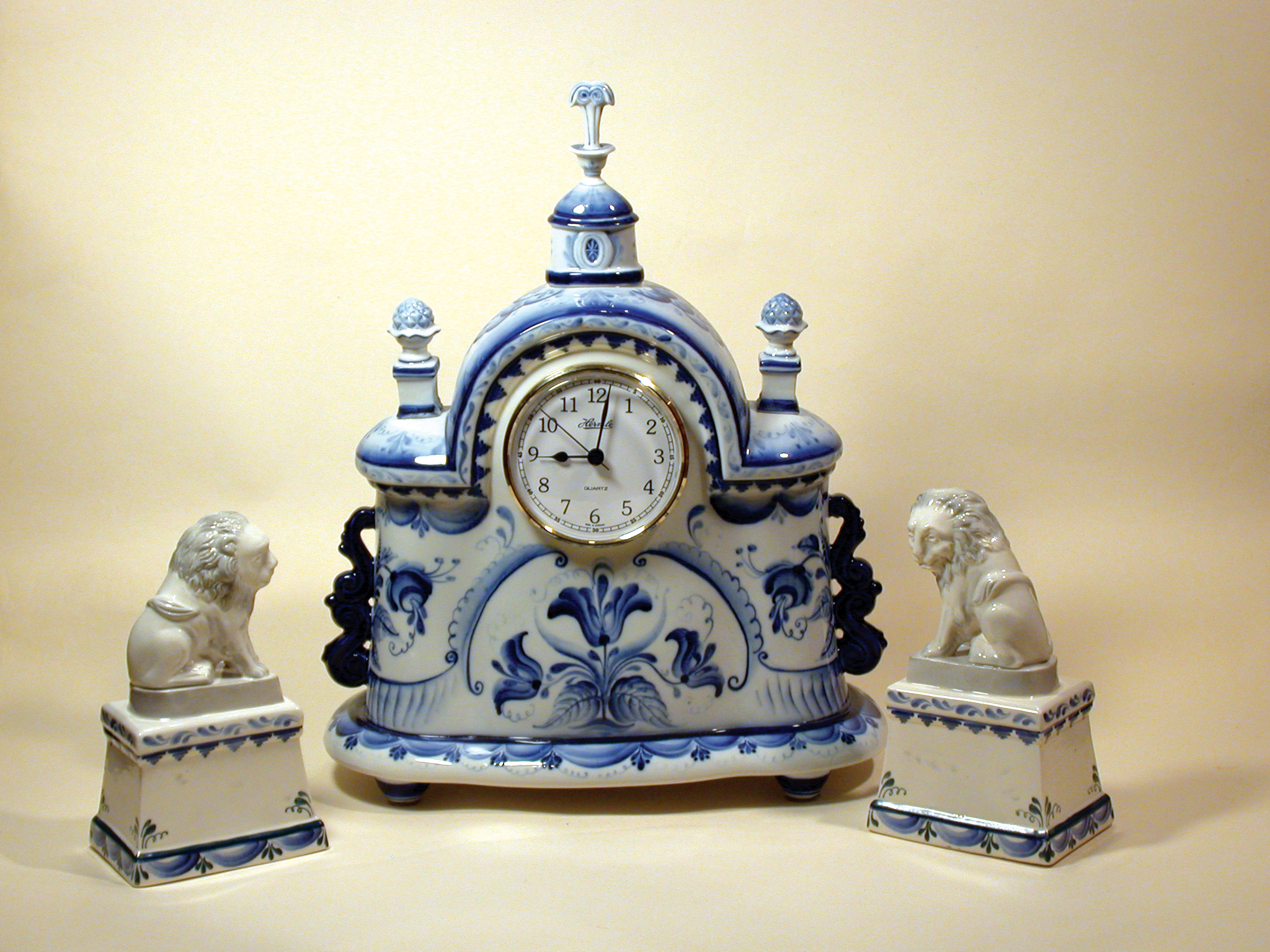
Гжель
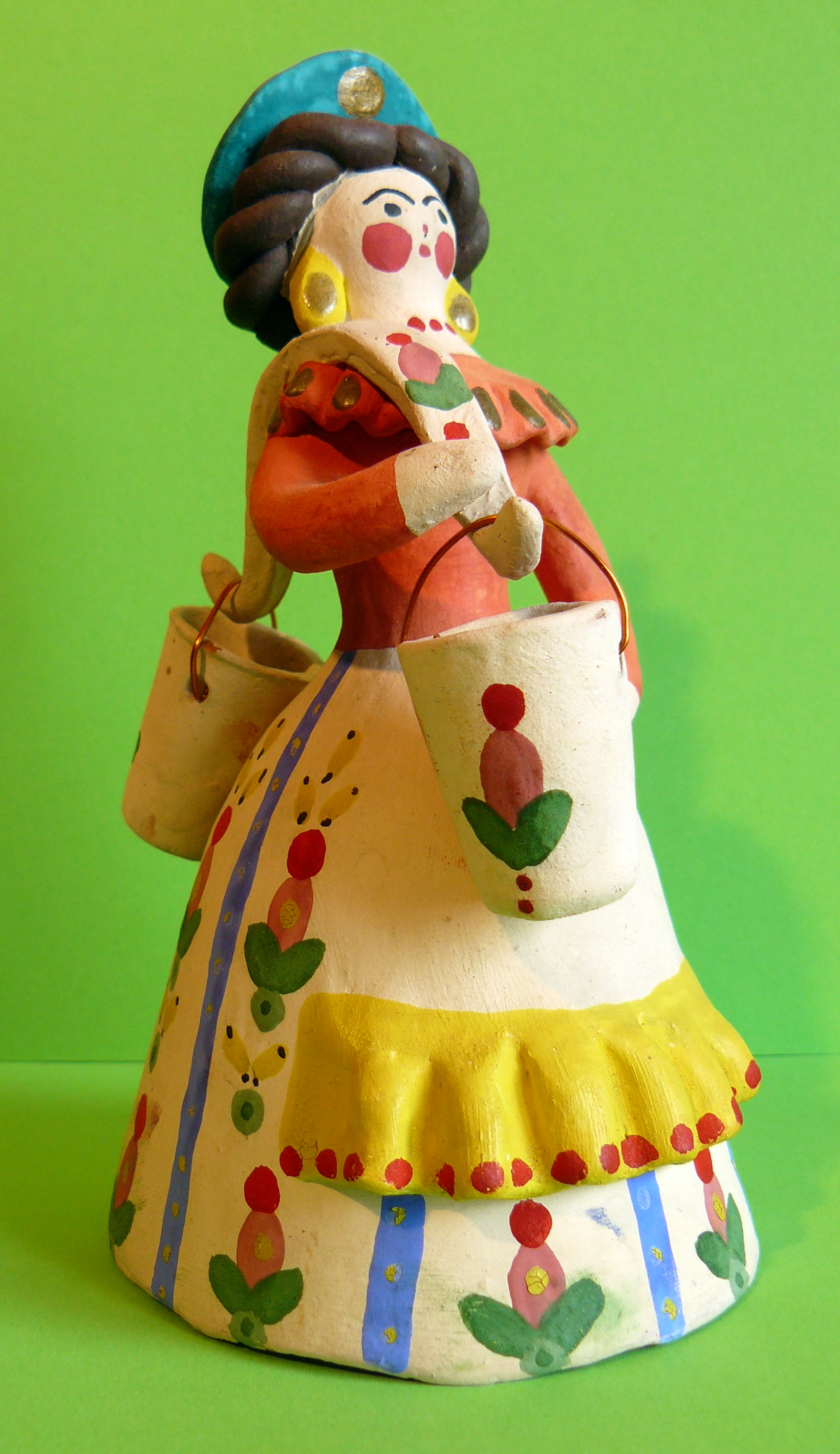
Дымковская игрушка
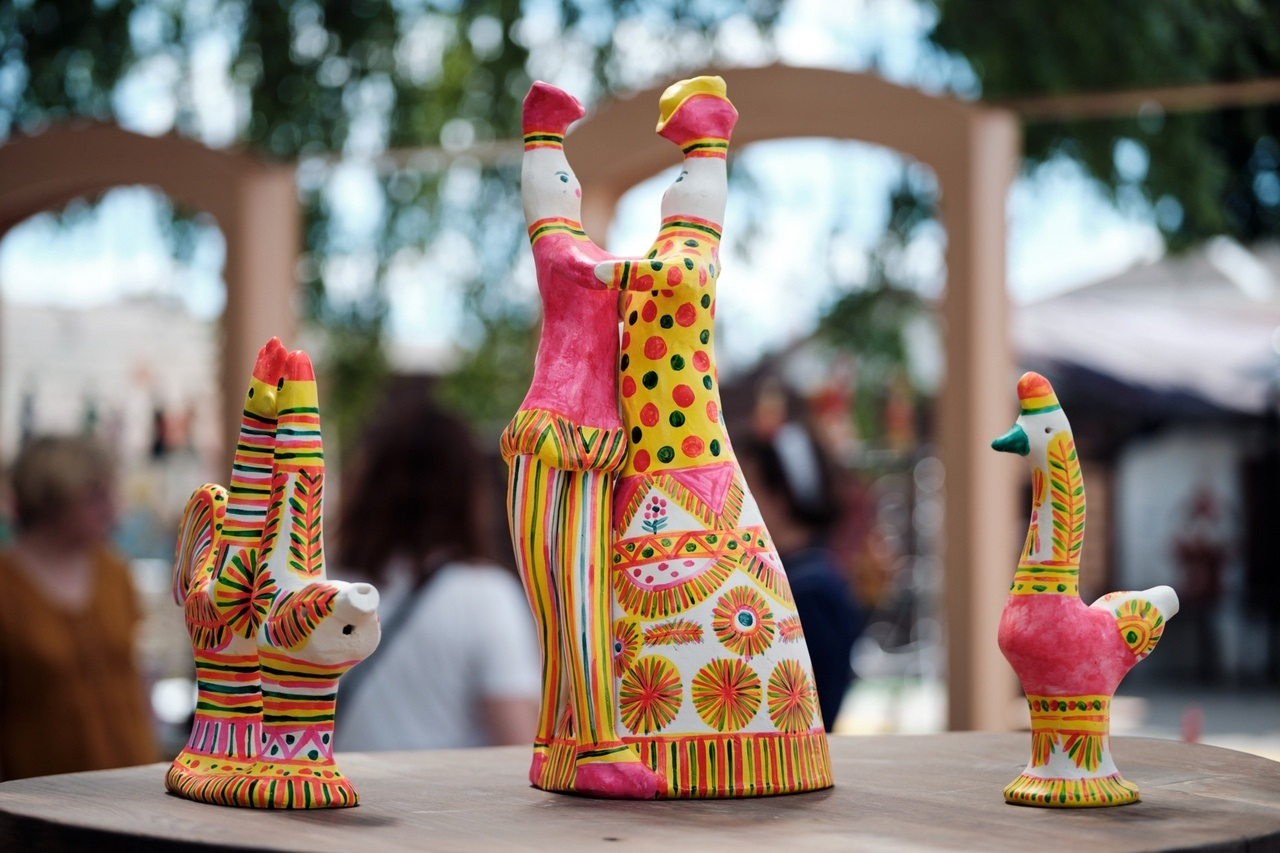
Филимоновская игрушка
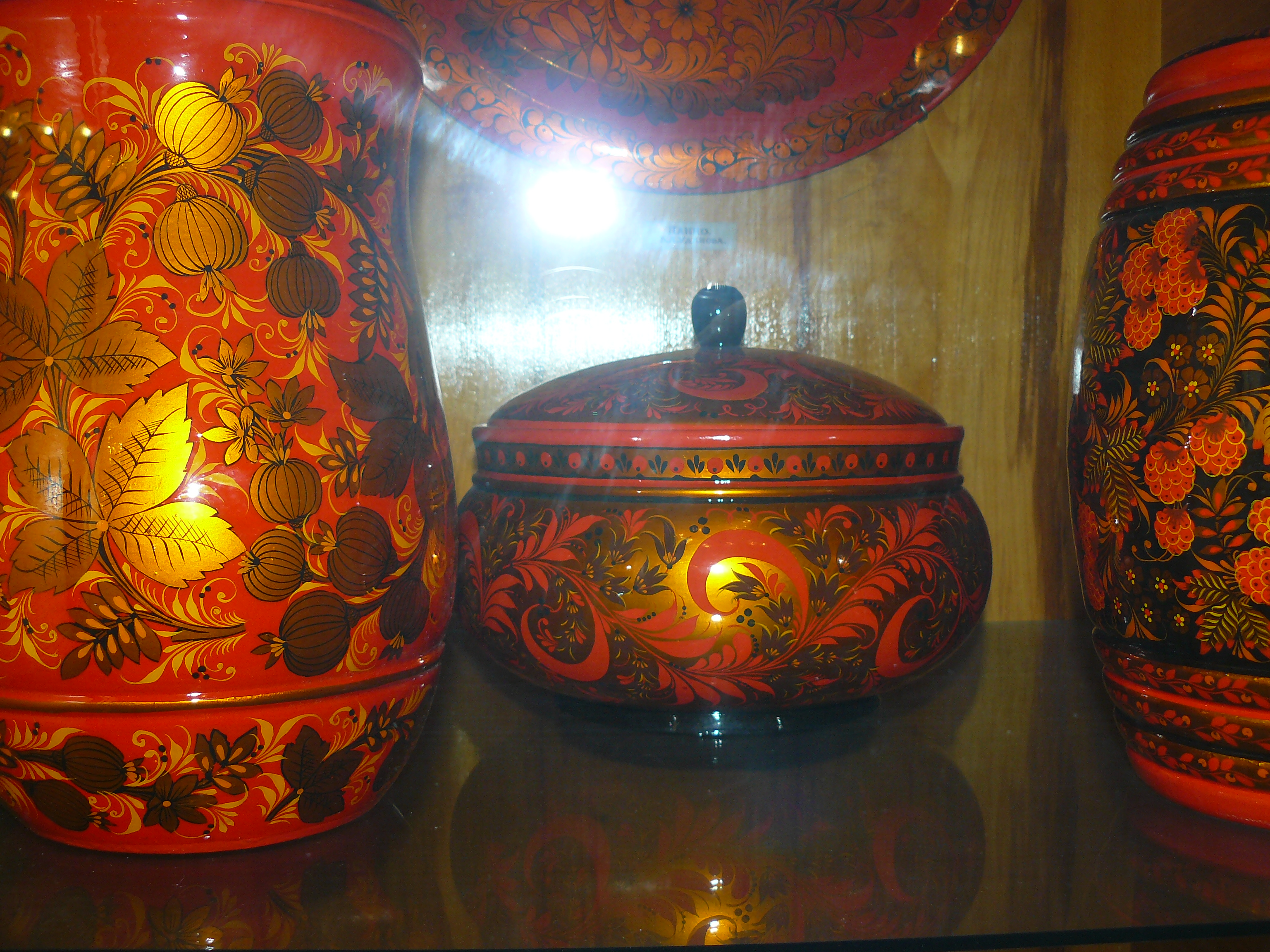
Хохломская роспись

### Национальный костюм

Молодые русские крестьянки (Новгородская губерния, 1909 год; фотография С. М. Прокудина-Горского)

Различаясь отдельными элементами, русская народная одежда северных и южных областей содержит общие основные черты. Мужской костюм состоит из рубахи-косоворотки и нешироких штанов из холста или крашенины. Рубаху из белого или цветного (чаще тёмно-зелёного) холста носили поверх штанов и подпоясывали ремнём или длинным шерстяным кушаком. Верхней одеждой служил зипун или кафтан, обувью — сапоги или лапти.
Женский костюм в северных и южных областях различается отдельными деталями, расположением отделки. Главным различием является преобладание в северном костюме сарафана, в южном — понёвы. Основными элементами женского народного костюма являются рубаха, передник, сарафан или понёва, нагрудник, шушпан.
К зимней одежде относятся: шуба, зипун, шапка, валенки, варежки и др. Одежду различают праздничную (в том числе, свадебную с украшениями) и повседневную рабочую. Некоторые[какие?] виды одежд заимствованы русскими от народов, проживающих по соседству с ними.

### Традиционное жилище

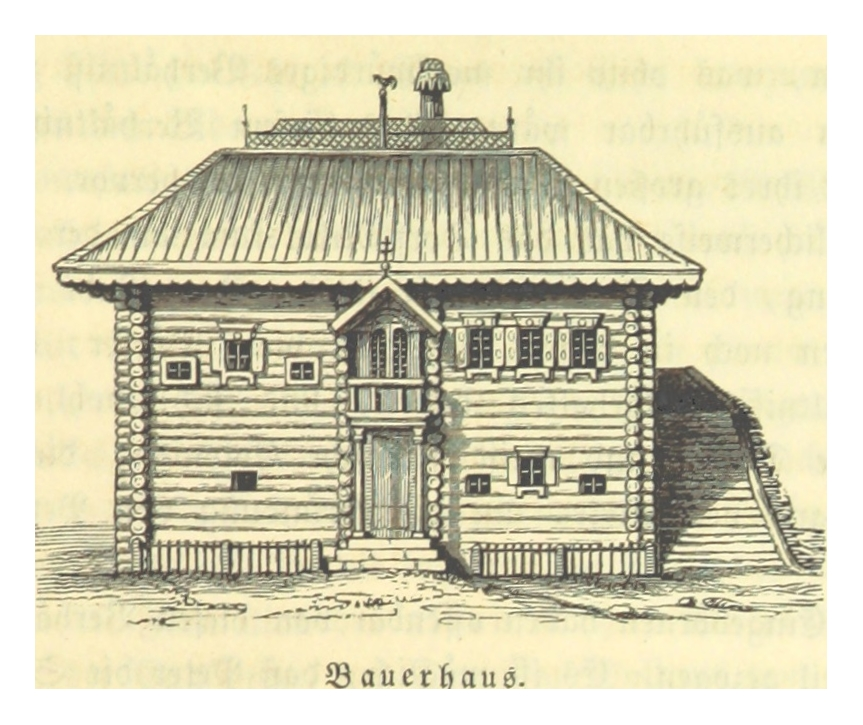
Северо-русская усадьба из книги И. Г. Блазиуса, 1844 год

Старинным традиционным русским жилищем являлась бревенчатая изба с двускатной крышей (см. Русское деревянное зодчество). Вход в жилище оформлялся как крыльцо, окна нередко закрывались ставнями. Съестные припасы хранились в погребе. Внутренние помещения делились на сени и светлицу. Важное место внутри жилища играла русская печь с лежанкой. По стенам стояли лавки и сундуки. Центром сбора семьи был стол, который накрывался скатертью. Особо оформлялся красный угол — место с иконами. Неотъемлемым атрибутом русского жилища со временем стал самовар.

### Кухня
С русской кухней традиционно ассоциируются такие блюда, как каши, щи, пельмени, блины, пирожки, квас, окрошка, ржаной хлеб, борщ, драники и другие. Как и кухни других стран, русская кухня на протяжении своей истории вобрала в себя большое количество различных кулинарных традиций соседних народов. Значительное влияние на формирование русской кухни оказали требования устава Православной церкви, так как большая часть дней в году приходится на многодневные и однодневные посты, когда разрешается вкушение пищи только растительного происхождения (а вся пища животного происхождения — запрещается). Изолирование одних продуктов от других привело к некоторому упрощению меню, но также послужило причиной создания многих оригинальных блюд, которые впоследствии стали визитной карточкой русской кухни. Интерес к русской кулинарной традиции за пределами России возник в XIX веке.

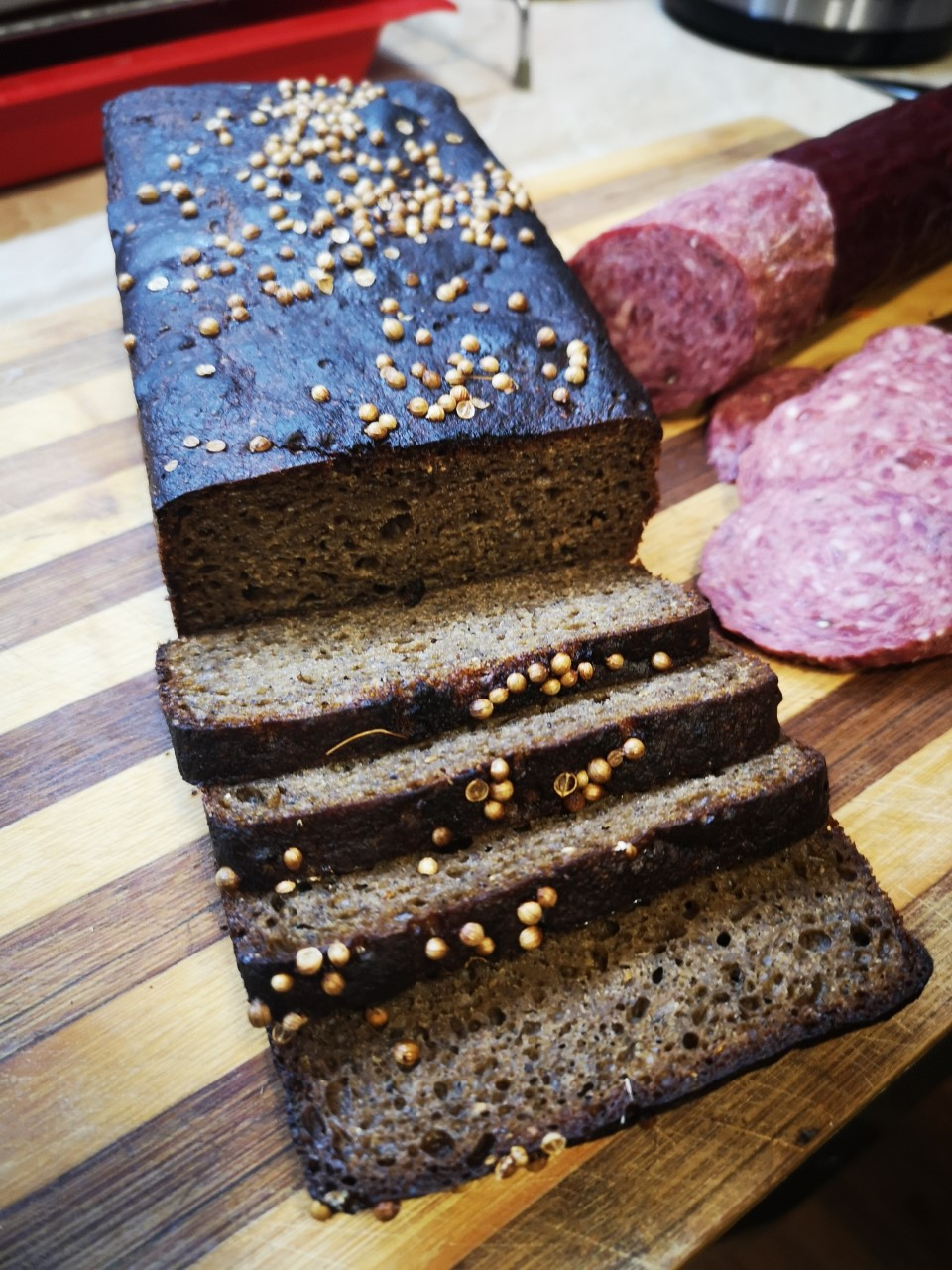
Бородинский хлеб
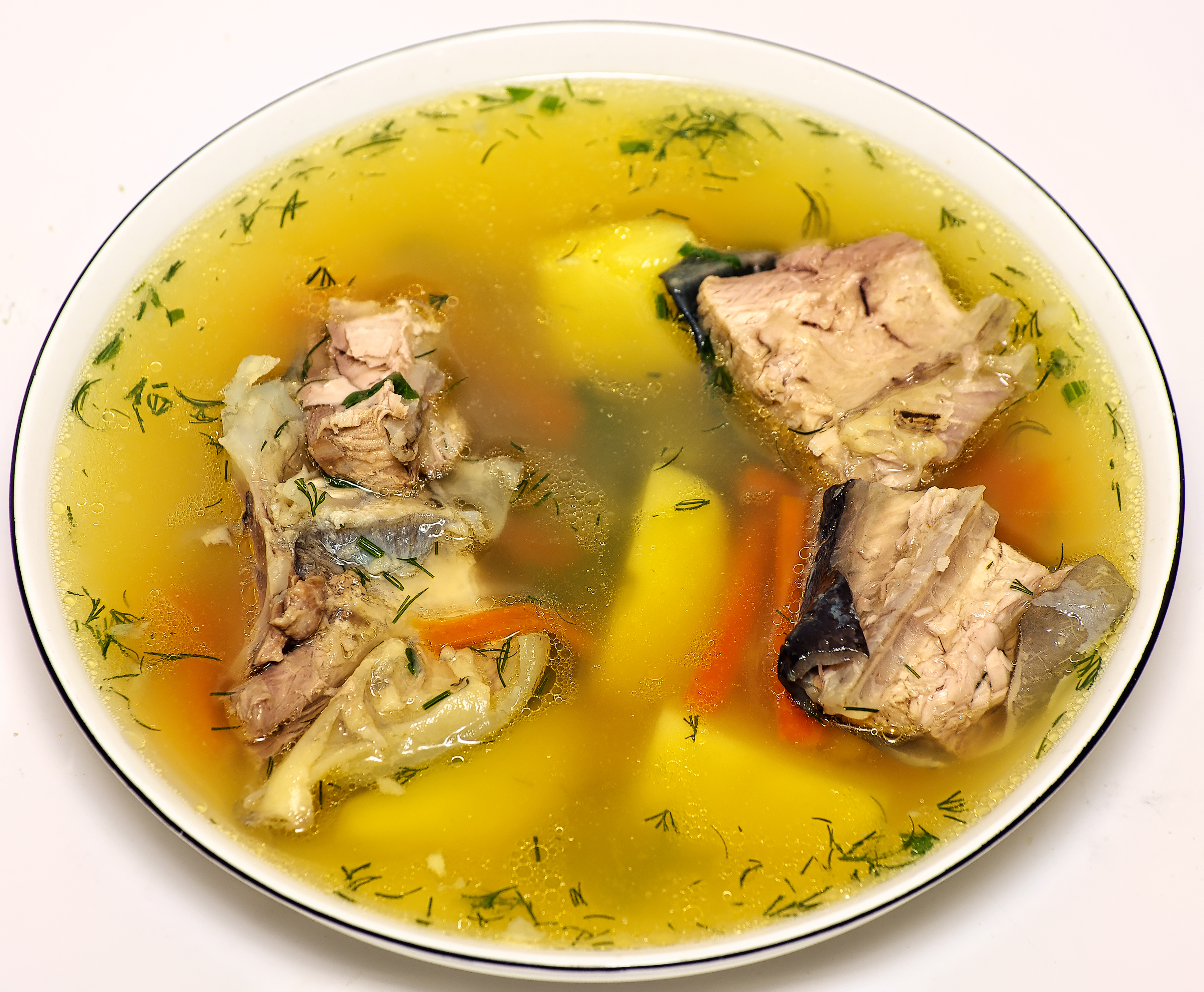
Уха с осетром
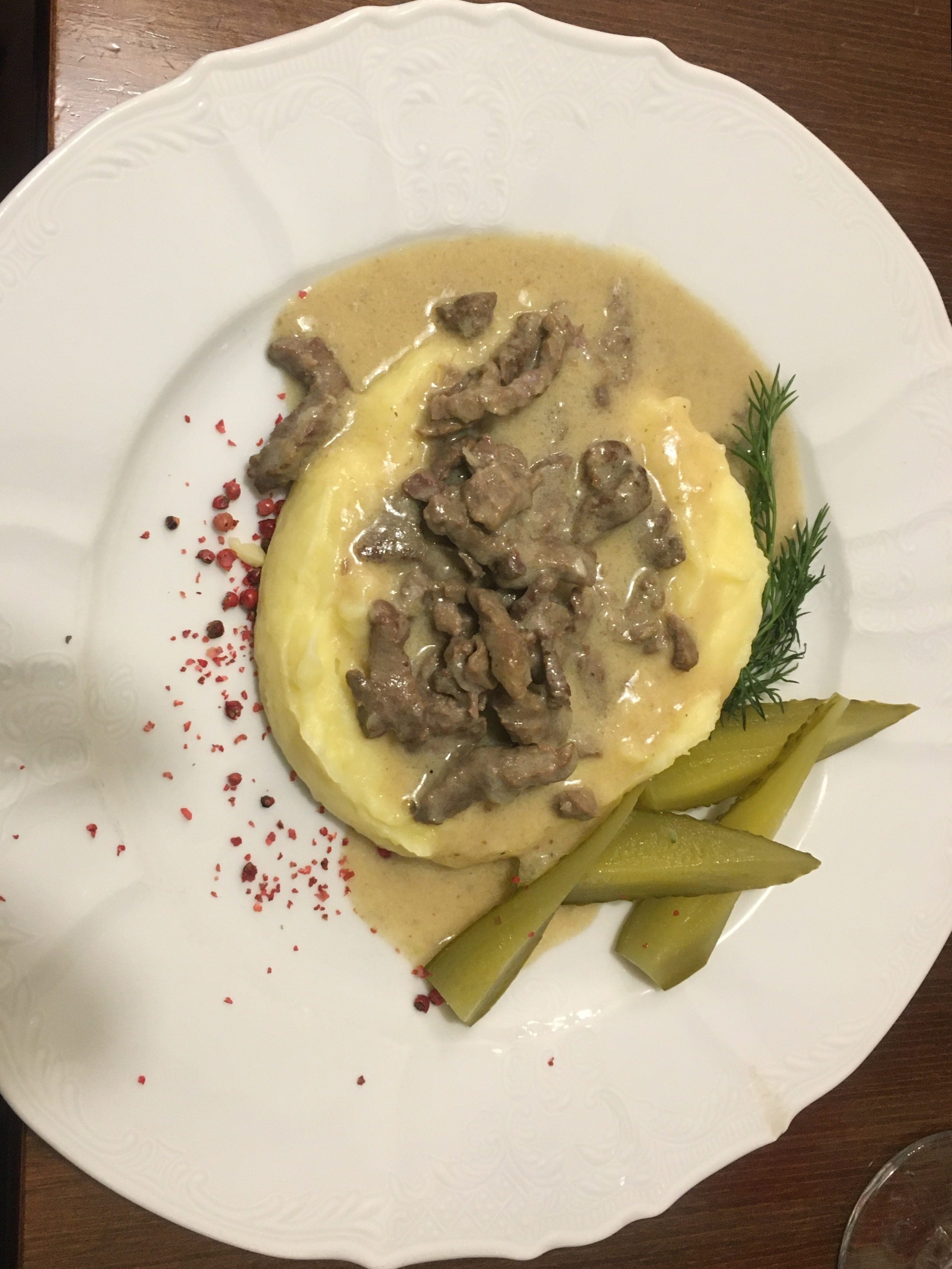
Бефстроганов с картофельным пюре и солёным огурцом
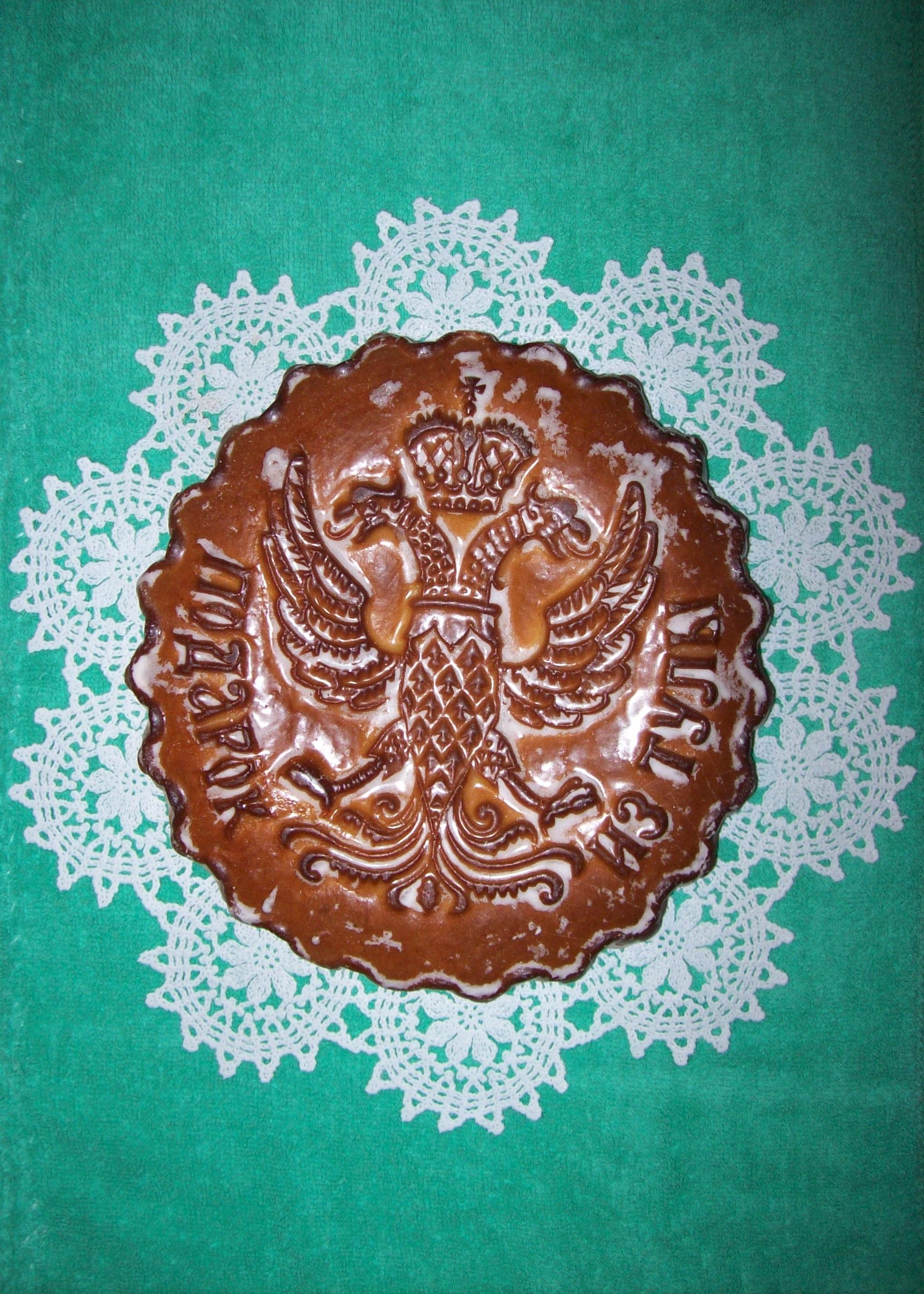
Тульский пряник

## Русские в мировой науке
Наука как общественный институт возникла в России при Петре I. В 1725 году, в рамках общего курса на модернизацию страны, была создана Петербургская Академия наук. Были и русские учёные-самородки, такие как А. К. Нартов (изобретатель первого в мире токарно-винторезного станка с механизированным суппортом и набором сменных зубчатых колёс) и И. И. Ползунов (создатель первой в России паровой машины и первого в мире двухцилиндрового парового двигателя).
Большой вклад в развитие русской и мировой науки внёс М. В. Ломоносов, выдающийся учёный-универсал, добившийся значительных результатов почти во всех существовавших в ту эпоху отраслях знания: от химии, минералогии и картографии до стилистики, риторики и грамматики. Ломоносов был одним из мыслителей, предвосхитивших идею законов сохранения. В письме к Леонарду Эйлеру от 5 июля 1748 года он формулирует свой «всеобщий естественный закон», который можно рассматривать как качественную формулировку термодинамического закона сохранения энергии. В 1755 году по инициативе Ломоносова был основан Московский университет.
В XIX веке русская наука вышла на мировой уровень. В частности, основоположник отечественной электротехники, физик В. В. Петров открыл явление вольтовой электрической дуги. Вслух заявила о себе русская математическая школа. Значительные работы в области математического анализа, теории вероятностей, теории упругости и классической механики были выполнены М. В. Остроградским. В 1829 году в научном журнале «Казанский вестник» ректор Казанского университета Н. И. Лобачевский опубликовал статью «О началах геометрии». Будущее показало, что публикация этой работы стала одним из самых значительных событий в истории мировой математики. Будучи первой серьёзной публикацией по неевклидовой геометрии (геометрии Лобачевского), эта статья открыла новую эру в развитии геометрии и её приложений.
В конце ХІХ — начале XX веков бурное развитие промышленности и строительства в России повлёкло за собой подъём в области естественных и инженерных наук. Д. И. Менделеев открыл в 1869 году один из фундаментальных законов природы — периодический закон химических элементов. Он же стал одним из основателей современной метрологии, науки об измерениях. Мировое значение имели исследования и изобретения в сфере металлургии П. П. Аносова, П. М. Обухова и других. Значительны были разработки В. Г. Шухова в нефтяной и строительной отраслях. В частности, Шухов ввёл в архитектуру форму однополостного гиперболоида вращения, создав первые в мире гиперболоидные конструкции. Также он создал, совместно с Сергеем Гавриловым, и метод высокотемпературной переработки нефти с последующим получением продуктов меньшей молекулярной массы. Этот метод, именуемый крекингом, значительно увеличивает выход бензина из нефти, и на сегодняшний день вся мировая нефтеперерабатывающая промышленность базируется на этой технологии.
Физик-экспериментатор П. Н. Лебедев первым получил и исследовал миллиметровые электромагнитные волны (1895), открыл и исследовал давление света на твёрдые тела (1899) и газы (1907), подтвердив количественно электромагнитную теорию света. Физик-теоретик и философ Н. А. Умов в 1874 году, за 31 год до окончательного формулирования Альберт Эйнштейн, впервые ввёл в науку такие основополагающие понятия, как «направление движения энергии» и «скорость энергии».
В области электротехники значительными были работы В. В. Петрова, Н. Г. Славянова, М. О. Доливо-Добровольского и других. А. Н. Лодыгин первым предложил применять в лампах вольфрамовые нити и закручивать нить накаливания в форме спирали.
Н. Д. Пильчиков стал в 1898 году первопроходцем в радиоуправлении. А. Г. Столетов получил кривую намагничивания железа (1872), открыл первый закон фотоэффекта, исследовал газовый разряд, критическое состояние и другие явления.
Эпохальный вклад в фундамент самолётостроения внёс Н. Е. Жуковский, русский механик, создатель аэродинамики как науки. Отцом сверхзвуковой гражданской авиации по праву считается выдающийся российский и советский авиаконструктор А. Н. Туполев. Под его руководством спроектировано свыше 100 типов самолётов, 70 из которых строились серийно. На самолётах Туполева установлено 78 мировых рекордов, выполнено около 30 выдающихся перелётов.
Ф. Ф. Беллинсгаузен и М. П. Лазарев совершили первую русскую антарктическую экспедицию 1819—1821 годов, открывшую шестой материк — Антарктиду. Путешественник и альпинист П. А. Чихачёв первым в мире поднялся на вулкан Пичинча в Андах и на высшую точку Пиренеев пик Ането. Мирового значения данные для науки добыли путешественники П. П. Семёнов-Тян-Шанский, Н. М. Пржевальский, П. К. Козлов, Б. А. Вилькицкий и другие.
В 1847 году Н. И. Пирогов впервые в мировой медицинской практике применил наркоз, а в 1855 году он же, во время Крымской войны, впервые в истории русской медицины применил гипсовую повязку.
Н. С. Коротков был первопроходцем в современной сосудистой хирургии. В 1905 году предложил использование звукового метода измерения артериального давления, названный методом Короткова, который используется и в наше время. В 1904 году И. П. Павлов был удостоен Нобелевской премии за работы в области физиологии пищеварения, в 1908 году — И. И. Мечников — за исследования механизмов иммунитета. В. П. Демихов — учёный-экспериментатор, основоположник мировой трансплантологии.
Многие талантливые русские учёные после Октябрьской революции были вынуждены эмигрировать в США и продолжать карьеру там.
И. И. Сикорский — русский и американский авиаконструктор, создатель первых в мире: четырёхмоторного самолёта «Русский витязь» (1913), тяжёлого четырёхмоторного бомбардировщика «Илья Муромец» (1914), трансатлантического гидроплана и вертолёта. К. Э. Циолковский — учёный, изобретатель, космический мыслитель и основоположник современной космонавтики, в 1903 году теоретически обосновал возможности космического полёта. А. И. Шаргей в 1916 году рассчитал оптимальную траекторию полёта к Луне. Считается, что его расчёты были использованы NASA в лунной программе «Аполлон». Г. А. Гамов известен своими работами по квантовой механике, атомной и ядерной физике, астрофизике, космологии, биологии. Он является автором первой количественной теории альфа-распада, одним из основоположников теории «горячей Вселенной» и одним из пионеров применения ядерной физики к вопросам эволюции звёзд. Он впервые чётко сформулировал проблему генетического кода. В. К. Зворыкин — один из изобретателей современного телевидения. А. М. Понятов — русский электроинженер, внедривший ряд инноваций в области магнитной звуко- и видеозаписи, телерадиовещании. При его руководстве созданной им компанией «Ampex» в 1956 году выпущен первый в мире коммерческий видеомагнитофон.
В. В. Докучаев — русский геолог и почвовед, основоположник национальной школы почвоведения и географии почв. Создал учение о почве как об особом природном теле, открыл основные закономерности генезиса и географического расположения почв. До его открытий в мире не существовало науки о почве. Был учителем выдающегося учёного и философа XX века В. И. Вернадского стал создателем ряда научных школ. В частности, им была основана наука биогеохимия. В круг интересов Вернадского входили геология, почвоведение, кристаллография, минералогия, геохимия, радиогеология, биология, палеонтология, биогеохимия, метеоритика, философия и история.
В середине XX векa под руководством И. В. Курчатова была создана советская атомная промышленность. Началась разработка советского ядерного оружия.
В 1957 году под руководством С. П. Королёва на околоземную орбиту был выведен первый искусственный спутник Земли, а в 1961 году — первый пилотируемый космический корабль с космонавтом Ю. А. Гагариным.
1950—1980-е годы стали золотым веком российской математики, особенно московской математической школы, которая в те годы считалась сильнейшей в мире. Лицо и стиль этой школы в большой степени определяли два крупнейших математика XX столетия, А. Н. Колмогоров и И. М. Гельфанд. В числе ярких представителей этой школы можно назвать В. И. Арнольда, С. П. Новикова, Л. С. Понтрягина, С. Л. Соболева и многих других учёных мирового класса, внёсших огромный вклад как в теоретическую математику так и в сопредельные ей прикладные дисциплины — от механики полёта до математической лингвистики. Выходцем из московской математической школы был и М. В. Келдыш, начинавший как прикладной математик и инженер, а впоследствии ставший одним из организаторов и идеологов советской космической программы. В 1975 году Л. В. Канторович, выходец из петербургской математической школы и один из основателей новосибирской математической школы, стал (совместно с Тьяллингом Купмансом) лауреатом Нобелевской премии по экономике «за вклад в теорию оптимального распределения ресурсов».
Примерно на тот же период пришёлся максимальный взлёт российской (тогда советской) физики.
Н. Н. Семёнов — советский физико-химик, один из основоположников химической физики. В 1963 году совместно с А. Е. Шиловым установил роль энергетических процессов (за счёт передачи энергии от высокоэнергетичных продуктов начальным молекулам) в развитии цепных реакций при высоких температурах. За разработку теории цепных реакций в 1956 году Н. Н. Семёнов удостоен Нобелевской премии по химии (вместе с Сирилом Хиншелвудом).
Титаническая организаторская работа, начатая задолго до этого в Москве П. Л. Капицей и в Ленинграде А. Ф. Иоффе, привела к тому, что к середине XX века советская школа экспериментальной физики вышла на передовые позиции в мире. Отражением этого стало присуждение Нобелевских премий И. Е. Тамму, И. М. Франку и П. А. Черенкову (1958), Н. Г. Басову и А. М. Прохорову (1964; совместно с Ч. Х. Таунсом), П. Л. Капице (1978). Нобелевская премия, присуждённая в 2000 году Ж. И. Алфёрову (совместно с Г. Крёмером и Д. Килби) отметила работу Алфёрова и его школы, проделанную в основном в 1960—1980-е годы.
Советская школа теоретической физики, добившаяся известности ещё в 1930-е годы и оказавшаяся в числе безусловных мировых лидеров в третьей четверти XX века, во многом определила лицо современной физики. Наибольшую известность приобрела блестящая школа Л. Д. Ландау (удостоенного Нобелевской премии в 1962 году). Представитель этой научной школы А. А. Абрикосов и близкий к ней В. Л. Гинзбург были удостоены Нобелевской премии (2003; совместно с Э. Леггетом) за работы, выполненные преимущественно в 1950—1970-е годы. Огромный вклад в науку был также внесён Н. Н. Боголюбовым, А. Д. Сахаровым, Я. Б. Зельдовичем. В частности, Зельдович и его ученики (Р. А. Сюняев, И. Д. Новиков и другие) внесли решающий вклад в создание теории «горячей Вселенной».

## Семья
В XX веке возросла доля неполных семей. Современные русские семьи немногодетны (по данным опроса 2006 года около 42 % семей имеют двух детей, 35 % — одного ребёнка, 8 % — трёх детей, 5 % — более четырёх детей), хотя до середины XX века дело обстояло иначе — с тех времён в русском языке остались термины разветвлённой системы родства: деверь, свояченица, шурин, кум, племянник. В современных русских семьях родители практически не участвуют в выборе брачного партнёра для своих детей, однако в русской традиции существовали утраченные обычаи сватовства.

## Религия

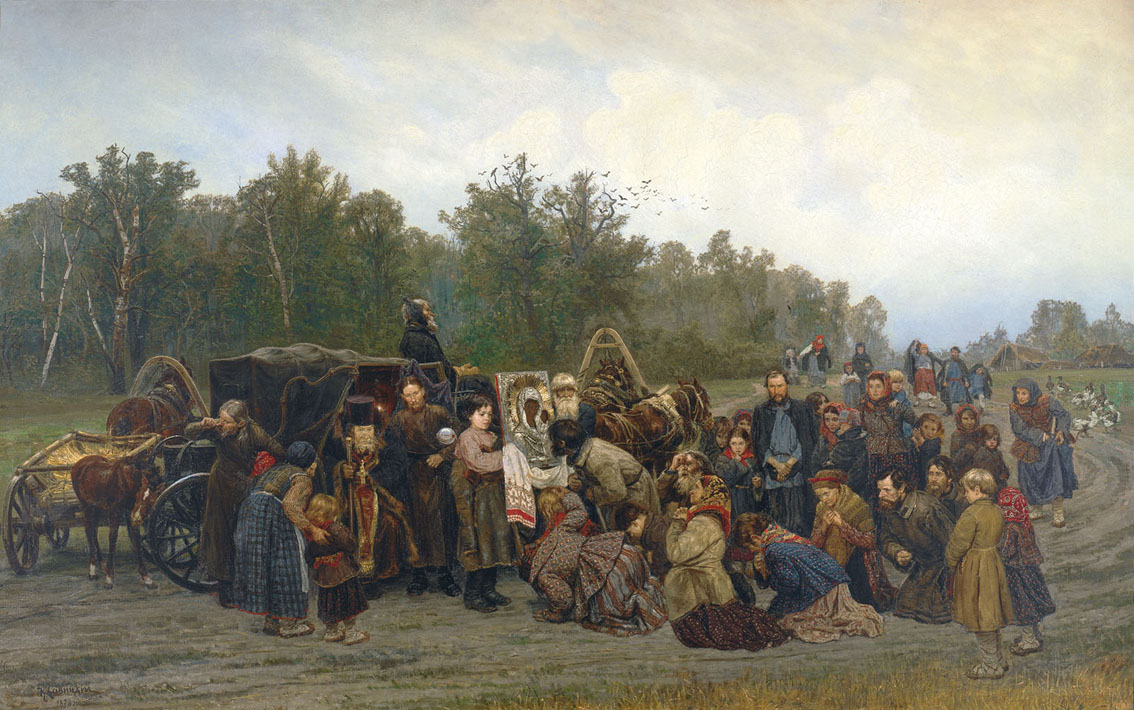
К. А. Савицкий, «Встреча иконы», 1878 год

Христианство пришло на Русь из Византии в форме восточного греческого обряда (см. Православие). При этом языческие волхвы (жрецы) имели определённое влияние ещё в XI веке. До XIII века князья получали два имени — языческое при рождении и христианское при крещении (Всеволод Большое Гнездо, например, носил также имя Дмитрий); но это не обязательно объясняется пережитками язычества («княжое», династическое имя имело скорее государственный и клановый, чем язычески-религиозный статус).
Крупнейшая религиозная организация, объединяющая православных русских — Русская православная церковь. За пределами России функционируют относящиеся к ней епархии, митрополичьи округа, экзархаты и самоуправляемые церкви (Русская православная церковь заграницей, Украинская православная церковь и другие). В XVII веке значительная часть русских не поддержала проводимые патриархом Никоном реформы церкви, что стало причиной Раскола и появления старообрядцев. Некоторые старообрядческие сообщества являются также этнографическими группами (кержаки, семейские и другие).

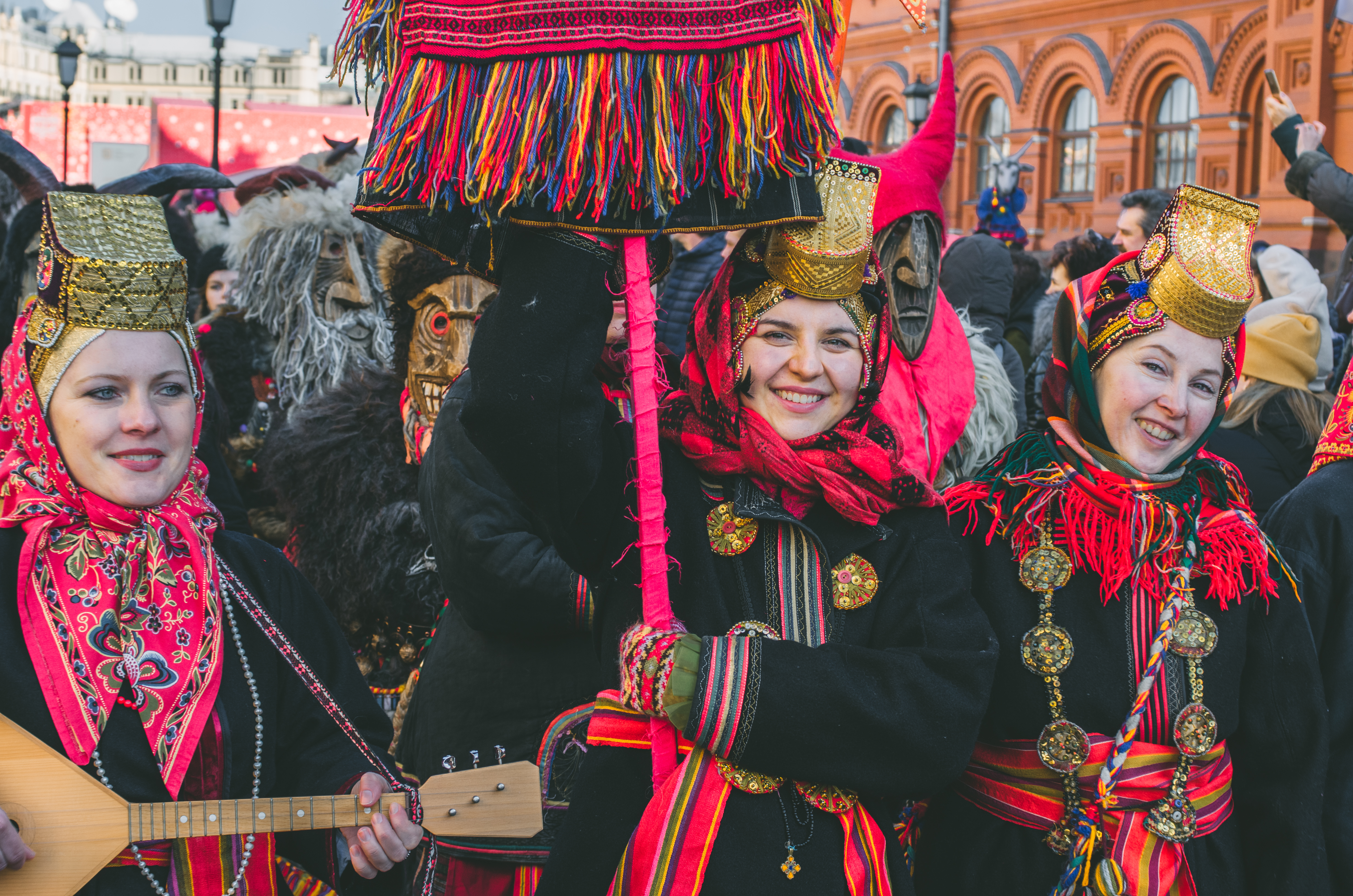
Масленичные гулянья в Москве, 2020 год

Русская деревенская культура сохраняет элементы народной религиозной культуры, которые характеризуются как «народное христианство», включая обряды (праздники Масленица, Иван Купала, поминки (Радоница, Семик) и др.), а также веру в существ низшей славянской мифологии (домовые, лешие, русалки и т. д.), знахарство, гадания, приметы и др.
Ныне немногочисленны религиозные группы «духовных христиан» — ряда течений, отделившихся от православия (духоборы, молокане, хлысты).
С XIX века среди русского населения начинают распространение различные течения протестантизма, пришедшего из Европы. Среди них в настоящее время значимы: баптисты, пятидесятники, адвентисты седьмого дня, методисты, лютеране и др. Часть русских являются последователями таких псевдохристианских религиозных организаций, как свидетели Иеговы, мормоны и муниты.
С конца 1980-х годов наблюдается всплеск интереса к дохристианским славянским верованиям, в результате возникло новое религиозное движение — родноверие. Также в 1980-е годы в Россию проникают различные течения неоиндуизма и буддизма (особенно, дзен). На рубеже XX—XXI веков появляются немногочисленные группы русских-католиков.
После Октябрьской революции 1917 года Русская православная церковь и старообрядцы переживали серьёзные гонения, большинство храмов, монастырей и молитвенных домов были закрыты, разрушены или превращены в музеи, склады, мастерские и др., на высшем уровне внедрялась идеология атеизма. В связи с изменением политической ситуации в стране и провозглашением свободы совести христианские церкви (и другие религии) получили возможность свободно вести религиозную и миссионерскую деятельность.

## Идентичность
У этнических русских государственная идентичность устойчиво преобладает над национальной в любом понимании последней. Такое соотношение идентичностей показывают этносоциологические исследования 1980-х, 1990-х и 2000-х годов, проведённые коллективами этносоциологов под руководством Ю. В. Арутюняна и Л. М. Дробижевой.
Одними из основных особенностей российского государства в течение его истории, включая и советский период, были положение «имперообразующего» этноса, — русские не обладали преимущественными правами перед другими народами государства, — а также национальная и религиозная терпимость, которая сложилась в том числе благодаря политике правительства. Длительная история совместного проживания в пределах одной страны большого количества народов, а также цивилизаторская функция русских стали основой развития формирования российского народа как гражданской нации.
Крупными представителями национальной истории в России являются такие авторы, как Николай Карамзин, Михаил Погодин, Сергей Соловьёв, Василий Ключевский.
Согласно исследованию 2008 года наиболее значимыми национальными символами для русской этнической группы являются: Пётр I, берёза, медведь, Волга, церковь, Александр Пушкин, «национальный герой». Национальными героями выступают Александр Невский, Дмитрий Донской, Кузьма Минин и Дмитрий Пожарский, Александр Суворов и Михаил Кутузов и др.
Многие деятели русского национализма, включая Константина Крылова, отождествляют русский народ с русскими националистами, хотя, согласно социологическим опросам и избирательной практике, последние не пользуются авторитетом среди русских.

## Правовой статус
В России правовой статус русского народа закреплён в целом ряде федеральных и региональных нормативно-правовых актов, в том числе и в Конституции России (согласно поправкам к Конституции 2020 года): «Государственным языком Российской Федерации на всей её территории является русский язык как язык государствообразующего народа, входящего в многонациональный союз равноправных народов Российской Федерации» (часть 1 статьи 68).
Русские в Китае включены в перечень 56 коренных этнических групп, официально признанных властями. В одном из мест их компактного проживания на севере страны образована Эньхэ-Русская национальная волость — единственная русская национальная волость КНР. Русские официально признаны этническим меньшинством Синьцзян-Уйгурского автономного района Китая.